# テレビ朝日
株式会社テレビ朝日（テレビあさひ、英: TV Asahi Corporation）は、テレビ朝日ホールディングスの連結子会社であり、関東広域圏を放送対象地域としてテレビジョン放送事業を行う特定地上基幹放送事業者。東京都港区六本木のテレビ朝日本社ビル（六本木ヒルズ）に本社を置く。
愛称はテレ朝（てれあさ）、略称はEX。リモコンキーIDは「5」。オールニッポン・ニュース・ネットワーク（ANN）のキー局。スカパー!をプラットフォームとしてテレ朝チャンネルの2つのチャンネルの放送を行う衛星一般放送事業者でもある。
2014年4月1日、株式会社テレビ朝日（旧会社）は「株式会社テレビ朝日ホールディングス」へ商号変更、同時に地上波テレビジョン放送免許を含む現業全てを2013年10月15日に設立した完全子会社「テレビ朝日分割準備株式会社」に承継し「株式会社テレビ朝日（現行会社）」に商号変更、放送持株会社体制に移行した。2014年3月31日までの旧会社と、2014年4月1日以降の現行会社についてもここで述べる。

## 概要

### 英字略称
識別信号でもある JOEX-DTV から取ったEXを、現在の社名になった2003年10月1日から使用している。日本教育テレビ時代は英文社名の Nippon Educational Television Co., Ltd. からNET、全国朝日放送時代は Asahi National Broadcasting Co., Ltd. からANBであった。当初はAll Asahi Broadcasting Co., Ltd. からAABの予定で、略称としても用いる予定だったが、すでに商標登録されていたことや、単一社の名称に「オール」を付けるのに疑問があった点から、ANBに落ち着いた。AABは、1992年に開局した秋田朝日放送（Akita Asahi Broadcasting CO., LTD. ）の英字略称として使われている。

### ネットワーク
ANN（All-nippon News Network）というニュース系列のキー局であり、地方局各社とネットワークを結んでいる。また、系列局がない地方の報道取材は各主要系列局が分担しており、テレビ朝日は山梨県、富山県、鳥取県、島根県東部・隠岐を担当している。富山県は北陸朝日放送と共同。甲府・富山・鳥取（1989年新設）・米子・松江（2005年新設）に支局がある。なお、米子支局は鳥取県、島根県東部・隠岐の統括支局に位置づけられており、米子支局から分離独立した鳥取・松江の2支局は米子支局の傘下の支局として扱われている。また、島根県西部は広島ホームテレビ、徳島県と高知県 は朝日放送テレビが、佐賀県は九州朝日放送がそれぞれ取材エリアとして担当しており、福井県・宮崎県のクロスネット局と合わせて全国をカバーしている。

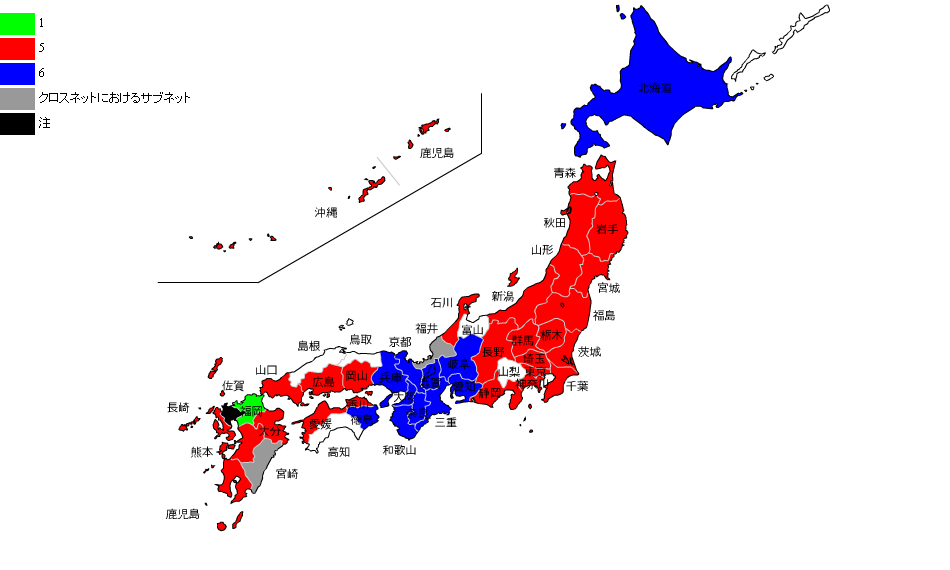
ANNのリモコンキーID地図

### 略歴
※詳細な社歴は「#沿革」を参照
- 1957年、テレビ業界への進出をうかがっていた東映、テレビ兼営をねらった日本短波放送（のちの日経ラジオ社）およびその親会社である日本経済新聞社、そして旺文社など出版業界・教育関係者の三者が中心となり、また別に申請していた日活や新東宝といった大手映画会社も合流し[4]、教育番組専門局として株式会社日本教育テレビを設立。免許交付の条件は教育番組を50パーセント以上、教養番組を30パーセント以上放送するというものであり、営利を目的とした教育専門局は世界でも珍しかった。
  - しかし、この試みは教育番組のセールスや番組販売が伸び悩んだことで業績がふるわず、事実上失敗に終わった。その後は例えばアニメーションを「子供の情操教育のため」、外国映画や海外ドラマを「外国文化の紹介」、時代劇を「歴史教育」の名目で「教育番組」や「教養番組」に指定して郵政省に届け出をし、対外呼称も「日本教育テレビ」から「NETテレビ」に変更（1960年12月）して事実上の総合放送局化を図った。また、1964年に他局に先駆けて開始された日本初のワイドショー『モーニングショー』も「教養番組」の総放送時間を増やすために開発されたものである。
  - 1973年11月に、同じ教育専門局だった東京12チャンネル（のちのテレビ東京）の深刻な経営不振などを理由に、NETテレビにも総合局免許が交付され、名実ともに「総合局NET」として再出発することとなった。
- 開局前に、東映は朝日新聞社と合弁で朝日テレビニュース社を設立して、NETテレビは開局以来同社が制作したニュースだけを放送していた。しかし1966年に東映の持株の半分を朝日新聞社が譲受して以降、資本面や経営面でも朝日新聞社との結びつきが強化され、事実上朝日新聞社の傘下に入った。
  - そのこともあり、開局当初から東映グループが制作するテレビ番組は、NETテレビが独占的に扱っていたが朝日新聞社の傘下に入って以降は東映グループが民放他局の製作番組にも積極的に関わるようになっている。
- 1967年6月10日、学校放送を母体とするネットワークである民間放送教育協会（現在は公益財団法人に移行）を文化放送とともに結成。NETの学校放送をネットする放送局が加盟局となって結成されたため、ANNとは加盟局が大幅に異なる。
- 1977年4月1日、全国朝日放送株式会社に社名変更して略称を「テレビ朝日」とする。
  - これは、上述の総合局免許の交付によって「教育」の名を含む社名は実態にそぐわないという理由から行われたものであり、社名は1976年12月2日の取締役会で内定したもの。当時の専務は朝日新聞の取材に対し「候補としては新日本放送[注釈 4]、全日本放送などの案もあったが、似たような名の局があって紛らわしい。結局、朝日新聞とも関係が深いことから、歴史もあり、知名度の高い朝日の名を利用させていただくことにした。全国としたのは大阪や九州の朝日放送へも番組を流しているキー局のイメージに合わせたもの」と内定理由を説明している[5]。
  - その後、全社員に「略称」「シンボルマーク」「キャッチフレーズ」を募り[2]、翌1977年1月14日の臨時株主総会をもって正式決定した。略称案は「全国朝日」「オールアサヒ」など「朝日」を含む案が九割で、その中から親しみやすく会社の略称をよく示しているものとして「テレビ朝日」が選ばれた[3]。
- 1989年、鳥取・米子の2支局（取材拠点）を有限会社エーサットサンインとして分社化。
- 1996年10月1日、岩手朝日テレビの開局をもってANN全国ネットワークの完成を宣言。
- 1996年11月1日テレビ朝日系列のシンボルマークを制定した[6]。
- 2002年、前年の世界水泳選手権福岡大会での取り組みをきっかけに、体質改善を目的として「全社変革推進運動」を開始し、2007年まで続けられた。この間に大幅な社内改革が行われ、結果として後述するような視聴率の向上につながった。
- 2003年の六本木ヒルズ新社屋移転を「第3の開局」と位置付け[7]、社名を株式会社テレビ朝日に変更、企業ロゴも欧文主体のものに改めた。同時に、地域子会社の有限会社エーサットサンインを吸収し支局運営を直営へ戻す。
- 2005年、年間視聴率ならびに年度視聴率でプライムタイムの視聴率が開局以来初の2位となった。これまでは「万年4位」と呼ばれるほど長期にわたって視聴率が低迷していた。ただし全日視聴率では、NETテレビ時代の1969年から1971年まで、NHKに次ぎ在京局2位（在京民放首位）になったことがある。
- 2007年11月1日、会社創立50周年を迎える。2009年2月1日の開局50周年を挟んで、2009年3月31日までを「開局50周年記念期間」と位置付け、様々な記念番組の放送、及び企画・イベントを行なった。
- 2012年、4月の月間視聴率（2日 - 29日）ならびに四半期視聴率（4月第1週 - 6月第4週）で全日・ゴールデンタイム・プライムタイム・プライム2の時間帯すべてで首位となり、開局以来初の「四冠王」を獲得した[8][9]。
- 2012年度上半期の平均視聴率がプライム・プライム2で首位を獲得。全日・ゴールデンは2位となったがプライム・プライム2・ゴールデンでは開局以来初、全日では41年ぶりの記録となった[10][11]。
- 2012年の年間視聴率（2012年1月2日 - 12月30日）においてプライムタイムで開局以来初の首位を獲得、ゴールデンタイムでも開局以来初の2位となり、全日では41年ぶり4回目の2位を獲得した[12][13]。
- 準キー局の朝日放送（現：朝日放送テレビ）は2012年（ビデオリサーチ調べ、関西地区）の年間視聴率で、全日帯（6時 - 24時）、ゴールデン帯（19時 - 22時）、プライム帯（19時 - 23時）で1位になった。3冠獲得は1982年以来30年ぶり。同社によると、朝や夜のローカル番組やゴールデン帯の全国ネット番組が好調なためだという。
- 2012年の年度視聴率（2012年4月2日 - 2013年3月31日）において、ゴールデンタイムで開局以来初の首位を獲得。プライムタイムでも年間に続き首位を獲得し、初の視聴率2冠を達成した。全日は日本テレビ（7.9パーセント）に0.1ポイント差で2位につけた。また2012年度下期（2012年10月1日 - 2013年3月31日）では全日も首位となり、テレビ朝日が独自に設定しているプライム2（午後11時 - 午前1時）を合わせ4冠を達成している[14]。
- 上記の視聴率首位獲得やかつて「民放の雄」だったTBSの長期低迷も相まって、テレビ朝日も単体売上高では開局以来初めてTBSを抜き民放キー局3位に浮上した[15]。
- 2018年7月17日、麻雀プロリーグ「Mリーグ」に参加表明。「EX風林火山」をスポンサードする[16]。
- 2025年1月2日にビデオリサーチから発表された2024年の年間視聴率[注釈 5]において、世帯視聴率並びに個人全体視聴率共に全日帯・ゴールデン帯・プライム帯でそれぞれ1位を獲得[注釈 6][18]。特に個人全体視聴率での3冠達成は開局以来初めてとなった[18]。

### ロゴ
2003年秋の六本木ヒルズへの移転時から使われているテレビ朝日の現在のロゴは、イギリスのデザイナー集団「TOMATO」とテレビ朝日の社内デザイナーの制作による。動画版ではロゴに含まれるブロックが、音に反応してCGによりランダムに切り替わる。CM明けなどに3秒間画面の右上に表示される ほか、放送開始・終了時にも見ることができる（CS放送のテレ朝チャンネルも同様）。2003年秋の本社移転と同時に開始した。2004年9月からは生放送番組のエンドクレジットの際にもランダムな動きをするようになった（参考リンク）。番宣ポスターや関東ローカル向けなどではロゴの横に「digital 5ch」と描かれた半円形のロゴが併記されている（4地域の基幹局が違うチャンネル番号である事や番組販売に考慮して制作著作テロップなど対外向けには殆ど表記されない）。それ以前は赤と緑を用いた「10」マーク（こちらも制作著作テロップでは出さず、1996年11月からは別途制作された「ネットワークシンボル」（ANNのシンボルとして作成。アメリカののグラフィックデザイナー・ティム・ガービン作） を併用。アナログ放送終了直前には上記「5ch」と対比させる形で同一デザインのものにこの「10」マークを使った事例もある）、NETテレビ時代は普通の「10」と斜体の「NETテレビ」ロゴを使っていた（詳細は後述）。

### 本社が六本木になった理由
開局時に本社選定にあたって以下の候補地が存在した。
- お茶の水の岸記念体育会館
- 虎ノ門のホテルオークラの隣接地
- 神宮前の青山通りに面した銀行の所有地
- 河田町にあったフジテレビ本社の敷地（現在の河田町ガーデンの場所）
- 東映東京撮影所の敷地
- 六本木の東映敷地（現在の六本木ヒルズの場所）

などがあった。その中から
1. 交通の利便性が良いこと
2. 将来的な土地の拡張が可能であること
3. 通信系統や電力が容易に得られること
4. 建設がしやすいこと

などを条件に検討を重ね、東映が取得していた六本木（当時の町名は麻布日ヶ窪町）のスペイン公使館跡地9,100平方メートルの敷地が選定された。

### その他
テレビ朝日の地上デジタル放送では、音声を常時サンプリング周波数48kHzの高音質ステレオ音声信号（圧縮Bモードステレオ）で送出しており(テレビ朝日独自のものではなく他局も実施しているところもある。)、編成上全ての番組がステレオ放送（一部はモノステレオ放送）となっている。これはANN系列局を含む他の民放テレビ局（地上波・BS・CS各局）の大半でもモノラル二重音声・5.1サラウンドを行わない限り常時ステレオ音声信号で送出している。音声多重放送や文字多重放送のマークでは、ひよこのデザインが使われている。アナログ放送では通常、デジタル放送でしか表示されていない5.1サラウンドとデータ放送マークも表示されている。受信機表示アイコンは、在京キー局で唯一チャンネル番号によってロゴの色が異なっている。2008年2月より、インターネットに接続されたテレビにおいて、北海道テレビのデータ放送を相互リンクを実施している。2005年公開のハリウッド映画『宇宙戦争』でウクライナの大停電を現地から伝えるテレビ中継車の壁に『tv asahi テレビ朝日』の文字が見える。
2008年5月5日（月・祝）には地上デジタルテレビ放送でのテレビ朝日のリモコンキーID「5」に因み「テレビ朝日の日」と題して、『やじうまプラス』から『ワイド!スクランブル』までの4番組と、『スーパーJチャンネル』の計5番組でそれぞれクイズを出題。正解者の中から各番組1名（それぞれの番組に応募が必要）の計5名に、50インチ相当の地上デジタル放送対応テレビをプレゼントする企画が行われた。2008年9月からは、デジタル放送普及と、デジタル放送でのテレビ朝日のチャンネルの周知を目的として、さまざまな番組で「地デジ」に関する情報が放送されている。また、アニメや映画等とのコラボレーションで制作されたPRスポットでは、アナログ10チャンと表現する際に全国朝日放送時代の旧ロゴで10（前述の0が菱形のもの）を使用している。地上デジタル放送のEPGでは、字幕放送を実施している番組については、本来のジャンルに加え「福祉番組」のジャンルも追加されている。このためチューナーによっては福祉番組のジャンルを選択した場合、これらの番組も表示されることとなる。

### 信頼度調査
オックスフォード大学のロイター・ジャーナリズム研究所の「デジタルレポート2019」の集計表「BRAND TRUST SCORES (0-10)」 によれば、報道に対する信頼度が日本の主要テレビ（NHK、日本テレビ、TBS、フジテレビ、テレビ朝日）の中で最下位であった。

## 送信所
- デジタル放送

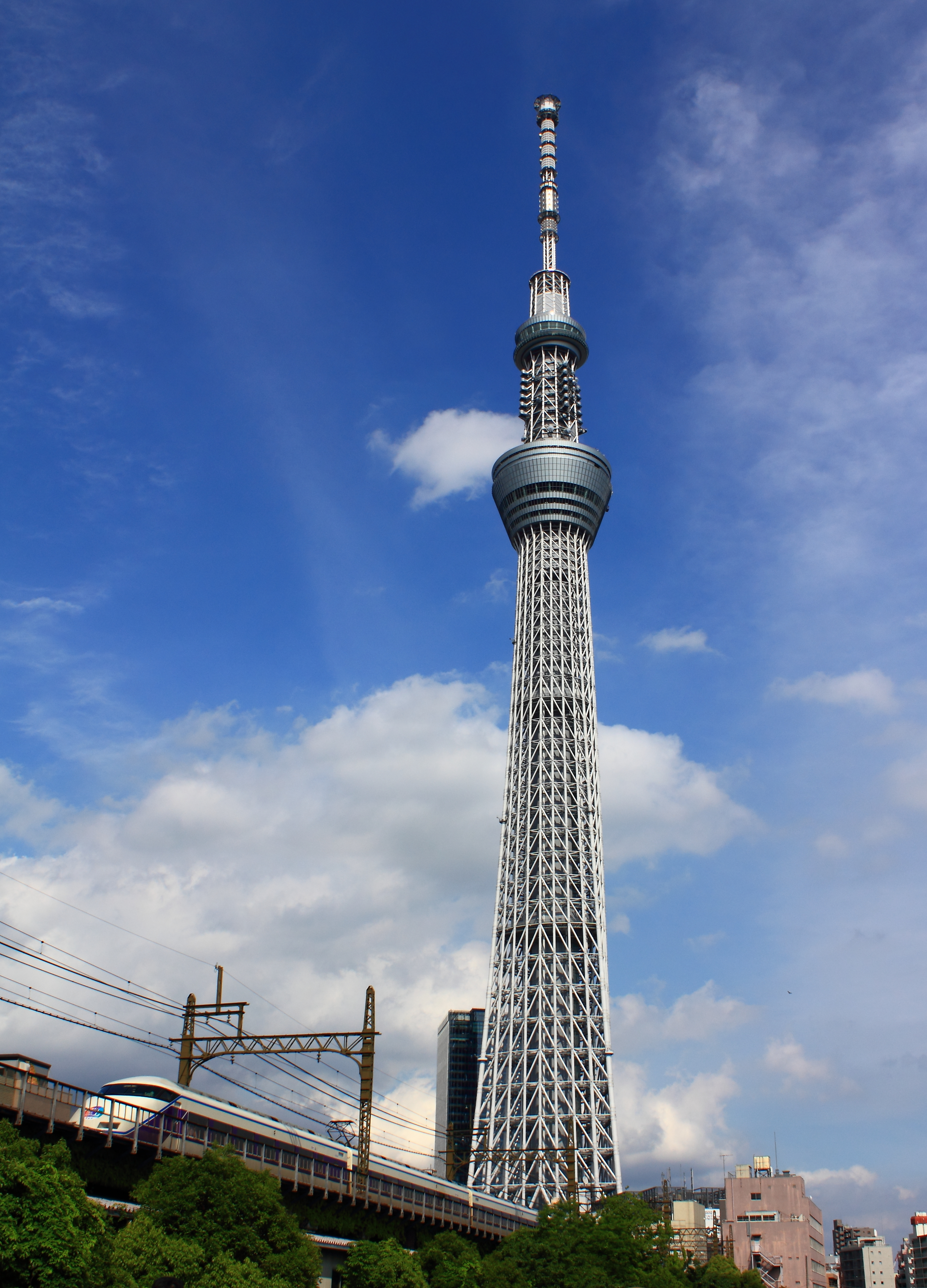
現在の送信所である東京スカイツリー。

  - コールサイン：JOEX-DTV テレビ朝日デジタルテレビジョン
  - リモコンキーID：5[注釈 9]
  - 3桁：051、052、053、651（ワンセグ用）。
  - 親局送信所（2013年5月31日9時からの親局） - 東京都墨田区押上1丁目1-13 東京スカイツリー 24ch 10kw
  - 予備送信所（2013年5月31日9時までの親局） - 東京都港区芝公園4丁目2-8 東京タワー 24ch

### 主な中継局
東京都
- 新島 - 24ch
- 伊豆大島 - 43ch
- 八丈 - 37ch
- 青梅沢井 - 24ch
- 八王子 - 24ch
- 新島本村 - 24ch
- 八王子上恩方 - 39ch
- 鶴川 - 43ch
- 小仏城山 - 43ch

茨城県
- 水戸 - 17ch
- 十王 - 44ch
- 日立 - 17ch
- 山方 - 24ch
- 常陸鹿島 - 24ch
- 日立神峰 - 24ch
- 竜神平 - 24ch
- 北茨城 - 44ch
- 奥久慈男体 - 24ch
- 大子 - 17ch
- 里美 - 17ch
- 御前山 - 24ch
- 水府 - 17ch
- 笠間 - 37ch
- 岩瀬 - 24ch
- 那珂湊 - 24ch

栃木県
- 宇都宮 - 17ch
- 矢板 - 17ch
- 足利 - 24ch
- 今市 - 24ch
- 馬頭 - 24ch
- 日光清滝 - 42ch
- 鹿沼 - 36ch
- 足尾 - 43ch
- 那須伊王野 - 24ch
- 日光広久保 - 28ch
- 黒羽中野内 - 24ch
- 烏山神長 - 24ch
- 南那須志鳥 - 24ch
- 黒羽川上 - 42ch

埼玉県
- 秩父 - 24ch
- 小鹿野 - 53ch
- 児玉 - 24ch
- 鬼石 - 34ch
- 秩父定峰 - 48ch
- 秩父栃谷 - 48ch
- 風布- 24ch
- 飯能上赤工 - 40ch
- 横瀬根古谷 - 48ch
- 飯能原市場 - 40ch

群馬県
- 前橋 - 43ch
- 沼田 - 24ch
- 利根 - 24ch
- 吾妻 - 24ch
- 下仁田 - 24ch
- 桐生 - 24ch
- 草津 - 17ch
- 片品 - 38ch
- 川場 - 24ch
- 沼田発知 - 17ch
- 桐生梅田 - 43ch
- 嬬恋田代 - 34ch
- 沼田沼須 - 46ch
- 倉渕 - 17ch
- 妙義 - 32ch
- 横川 - 24ch
- 嬬恋干俣 - 34ch
- 片品東小川 - 24ch
- 子持小川原 - 17ch
- 利根大原 - 24ch
- 白沢 - 30ch
- 松井田上増田 - 17ch

神奈川県
- 平塚 - 24ch
- 小田原 - 47ch
- 南足柄 - 40ch
- 湯河原 - 40ch
- 愛川 - 40ch
- 箱根湯本 - 40ch
- 横須賀武 - 40ch
- 相模湖 - 24ch
- 仙石原 - 39ch
- 山北 - 24ch
- 津久井 - 31ch
- 久里浜 - 40ch
- 逗子 - 40ch
- 秦野 - 40ch
- 横須賀鴨居 - 31ch
- 湯の沢 - 20ch
- 笹下 - 24ch
- 釜利谷 - 43ch
- 秦野菩提 - 43ch
- 中井 - 40ch
- 戸塚 - 24ch
- 鎌倉 - 40ch
- 衣笠 - 40ch
- 大船 - 40ch
- 箱根強羅 - 39ch
- 小田原東 - 47ch
- みなとみらい - 46ch
- 藤野 - 46ch

千葉県
- 銚子 - 24ch
- 東金 - 24ch
- 大多喜 - 24ch
- 君津 - 24ch
- 長南 - 17ch
- 市原加茂 - 43ch
- 勝浦 - 24ch
- 館山 - 24ch
- 小見川 - 24ch
- 佐原 - 24ch
- 下総光 - 24ch
- 丸山 - 43ch
- 勝浦総野 - 43ch
- 鴨川 - 32ch

### アナログ放送概要
2011年7月24日終了時点
親局 JOEX-TV、東京10ch 50kw（東京タワー）
東京都
- 八王子 - 45ch
- 多摩 - 57ch
- 新島 - 60ch（垂直偏波）
- 八丈島 - 10ch
- 小笠原父島 - 59ch

茨城県
- 水戸 - 36ch（垂直偏波）
- 鹿嶋 - 29ch
- 日立 - 60ch
- 高萩 - 59ch

栃木県
- 宇都宮 - 41ch
- 日光 - 60ch
- 矢板 - 59ch

群馬県
- 前橋 - 60ch
- 富岡 - 59ch（垂直偏波）
- 桐生 - 59ch
- 沼田 - 59ch

埼玉県
- 本庄 - 59ch（垂直偏波）
- 秩父 - 38ch

千葉県
- 成田 - 59ch
- 銚子 - 59ch
- 香取佐原 - 60ch
- 勝浦 - 59ch
- 館山 - 60ch（垂直偏波）

神奈川県
- 横浜みなとみらい - 60ch
- 横須賀久里浜 - 35ch（北方向は水平偏波・西方向は垂直偏波）
- 平塚 - 41ch（垂直偏波）
- 小田原 - 60ch

沖縄県
- 南大東島 - 60ch
- 北大東島 - 48ch

…他 全99中継局。
2004年から2008年ごろはアナログ10チャン、地デジは5チャンと移行広告がなされた。

## 区域外再放送
関東広域圏と隣接し、かつ系列局がない山梨県のCATV事業者に限り、デジタル放送移行後も期限を定めず区域外再送信を認めている。山梨県のCATV・共聴設備加入率は9割を超えているため、山梨県も事実上の視聴エリアとなっている。
- 上野原ブロードバンドコミュニケーションズ
- 河口湖有線テレビ放送（ケーブルテレビ河口湖）
- 北富士有線テレビ放送
- 峡西シーエーテーブイ
- 峡東ケーブルネット（峡東CATV）
- ケーブルネットワーク大月
- 白根ケーブルネットワーク（白根CATV）
- 日本ネットワークサービス（NNS）
- 富士川シーエーティーヴィ
- CATV富士五湖
- 北杜市有線テレビ放送施設（北杜市ケーブルテレビ）
- 山梨CATV

長野県・静岡県の各一部地域のCATV事業者は各県に系列局はあるものの激変緩和措置として、区域外再放送をアナログ放送終了後3年間（2014年7月24日まで）を限度として実施していた。緩和措置の期間満了後は個別協議により次の通り継続実施した。
静岡県
- 2014年9月30日まで
  - 伊豆急ケーブルネットワーク（東伊豆地区）
  - 東伊豆有線テレビ放送
  - 下田有線テレビ放送
  - 小林テレビ設備
- 2015年3月31日まで
  - 伊豆急ケーブルネットワーク（熱海、伊東地区）
  - 東豆有線
  - 伊東テレビクラブ

## 沿革

日本教育テレビ時代のロゴ
（1957年 - 1960年）。

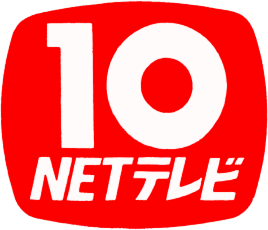
NETテレビ時代のロゴ
（1960年 - 1977年）。

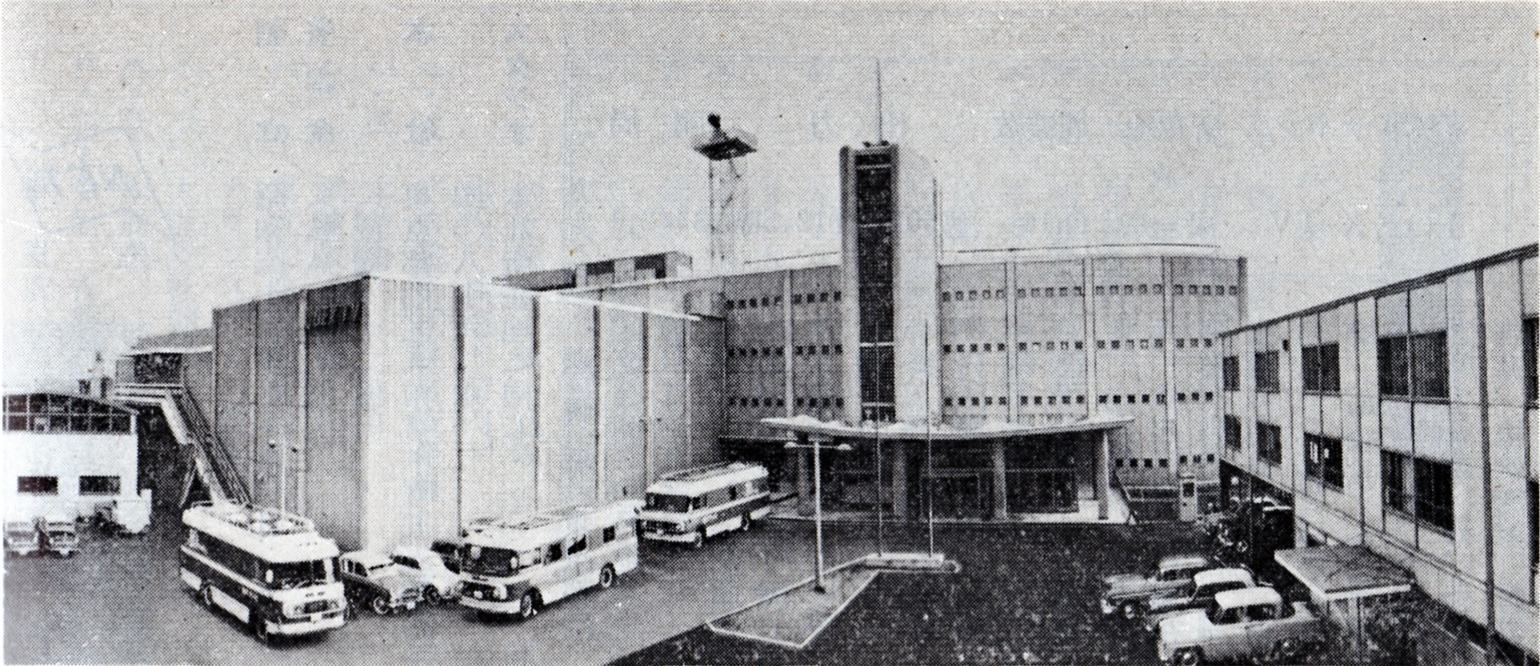
日本教育テレビ時代の本社屋（後の六本木センター、1961年ごろ）。

テレビ朝日の旧ロゴ
（1977年 - 2003年・ネットワークシンボル挿入前）。

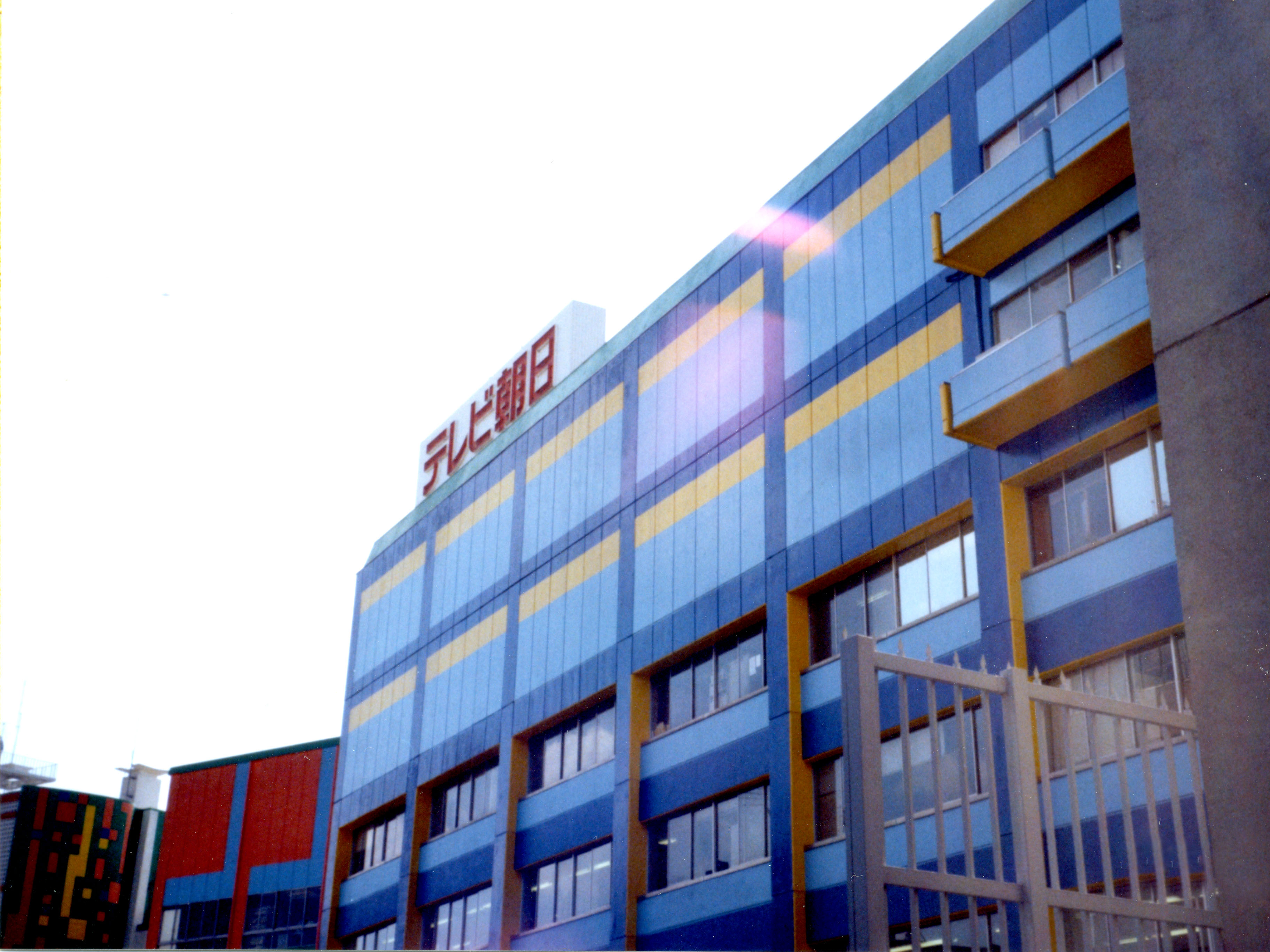
六本木センター（旧社屋・1989年10月撮影）。

テレビ朝日の旧ロゴ
（1996年 - 2003年・ネットワークシンボルを挿入）。

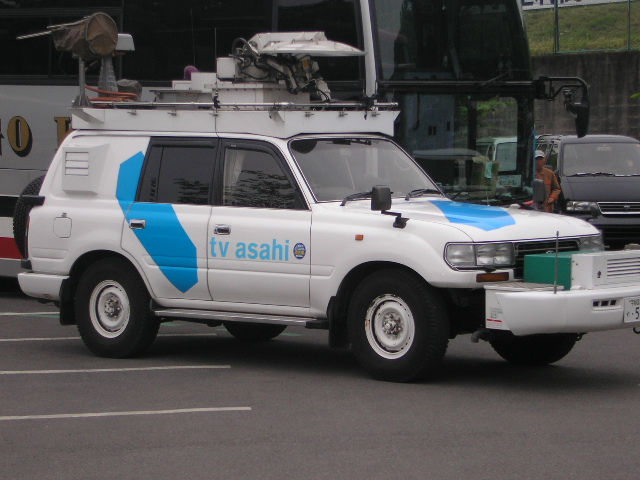
テレビ朝日のSNG中継車（2006年5月撮影）。

- 1956年6月7日：東映が東急グループの五島慶太の支援のもと「国際テレビ放送」として教育専門テレビ局の申請を提出。その後同年には日本短波放送、旺文社系「日本教育放送」、1957年に日活系「日活国際テレビ」などが第10チャンネルの割当に申請を行った[23]。
- 1957年
  - 7月4日：東映・日活・新東宝のほか洋画関係の「極東テレビ」「太平洋テレビ」の合流等による「国際テレビ放送」や「日本短波放送」「日本教育放送」が各3割、東京タイムズ系の「国民テレビ」1割の資本構成で「東京教育テレビ」として教育局申請を一本化[23]。
  - 7月5日：「東京教育テレビ」として無線免許局の申請書を提出。
  - 7月8日：「東京教育テレビ」に予備免許交付（同日、富士テレビジョン（後のフジテレビ）、大関西テレビ放送（後の関西テレビ）にも予備免許交付）。
  - 10月10日：発起人総会実施、社名を「日本教育テレビ」に変更[23]。
  - 11月1日：「株式会社日本教育テレビ」設立。
- 1958年12月24日：正式オープン翌日の東京タワーから試験電波を発射（テストパターン）。
- 1959年
  - 1月9日：本免許交付。翌日、10日から試験放送開始。
  - 2月1日：午前10時から教育放送局として本放送を開始（映像出力10kW、音声出力5kW・開局日の編成は下記参照）。開局当初は、マスター・送信機など・局舎の放送機器のほとんどがNEC製であった。在京民放テレビ局としては3番目に開局した。
開局初日で最初に放送された映像は「踊る獅子舞」であった。この映像は、2009年1月14日放送の『シルシルミシル』の中で、この日の午前10時10分[注釈 10] から放送[24] された大川博社長（当時）によるNETテレビ開局の挨拶や、当時のNETテレビ社屋（後のテレビ朝日六本木センター）の映像とともに紹介されていた。
当時の本社所在地は、東京都港区麻布材木町55番地[25]。
  - 3月1日：この日からテレビ放送を開始した毎日放送（MBS）、九州朝日放送（KBC）とネットワークを結ぶ（当初は2局とも、フジテレビとの複合ネット）。
  - 4月10日 - この日行われた皇太子（明仁上皇）と正田美智子の成婚パレードの模様をラジオ東京テレビ（KRT、現：TBSテレビ）との共同制作により、両局で生中継[注釈 11]。
- 1960年
  - 1月17日：出力を映像50kW、音声12.5kWに増力。
  - 12月10日：社名呼称を「NETテレビ」に統一。
- 1961年4月3日：午前6時30分より早朝放送開始。
- 1963年11月23日：NHKと共同で、リレー衛星による日米間初のテレビ中継に成功。ケネディ大統領暗殺事件を伝える内容であり、当時の準キー局・毎日放送 (MBS) アメリカ支局のアナウンサーが「残念なお知らせがあります」と伝えた。
- 1964年
  - 4月1日：日本初のワイドショー番組『木島則夫モーニングショー』スタート。
  - 10月1日：福岡地区の九州朝日放送（KBC）が、フジテレビとの複合ネットから、単独ネット化に踏み切る。
- 1965年4月5日：『アフタヌーンショー』スタート。
- 1967年
  - 3月27日：カラー放送がスタート（東京地区では4番目）。第1号はアニメ『魔法使いサリー』次回予告。
  - 6月10日：NETテレビを幹事局とし、民間放送34社で構成する民間放送教育協会（民教協）発足。
- 1970年1月1日：ニュース番組のタイトルを『ANNニュース』に変更。
- 1971年11月20日：報道を朝日テレビニュース（後のテレビ朝日映像）に委託（1978年11月に終了）。
- 1973年
  - 4月1日：名古屋地域における名古屋テレビ放送（NBN、当時は名古屋放送）と中京テレビ放送（CTV、開局当初は中京UHFテレビ放送）の2局による、日本テレビとの変則複合ネットが解消され、名古屋テレビがNETテレビの単独ネット化に踏み切る（→ネットチェンジの項参照）。
  - 10月1日：報道スタジオ完成。スポットニュースを除き、全てのニュースがアナウンサー顔出しとなる。
  - 11月1日：総合放送局に移行。同日総合放送局に移行した東京12チャンネルとともに「教育番組を20パーセント以上、教養番組を30パーセント以上」の確保が条件とされた。2社とも1982年の再免許の際に「教育10%以上、教養20%以上」に緩和されるまで続いた。
- 1974年
  - 1月7日：石油危機により深夜放送自粛（10月に全面解除）。
  - 3月23日：創立以来続いてきた学校放送が『みんなの東京』(小学校4年生社会科)以外終了（民教協企画の『親の目・子の目』は継続。2004年3月で終了し、『いきいき!夢キラリ』『発見!人間力』『学びEye!』『日本!食紀行』を経て、現在は『日本のチカラ』が放送されている）。
  - 4月1日：各地のネットワーク局とニュース協定を締結し、ANN（オールニッポン・ニュースネットワーク）が正式に組織される。
  - 11月19日：近畿地方の準キー局が、これまでの毎日放送（MBS）から朝日放送（ABC）にネットチェンジすることで基本合意。毎日放送は、これまで朝日放送がネットを組んでいた東京放送（TBS）およびJNNとネットを組むことが決定された。
- 1975年
  - 3月31日：NETテレビ-朝日放送（ABC）の新ネットワークがスタート。テレビネットワークのいわゆる“腸捻転”状態が解消され、TBS系列で放送されていた『新婚さんいらっしゃい!』や『シャボン玉プレゼント』、「必殺シリーズ[注釈 12]」などの朝日放送制作番組が、NETテレビのネットワーク（ANN）に引き継がれた。
  - 4月5日：スーパー戦隊シリーズの第1作『秘密戦隊ゴレンジャー』スタート。
- 1976年2月2日：黒柳徹子の司会によるトーク番組『徹子の部屋』スタート。
- 1977年
  - 2月7日：マスター更新（NEC製）。同時に東京タワー送信所が無人化[26]。
  - 3月9日：1980年モスクワオリンピックの独占放映権を取得。民放一局によるオリンピックの独占放映権取得は日本初[27]。
  - 4月1日：全国朝日放送株式会社（ANB）に商号を変更。ただし社名で呼ばれることはほとんどなく、同時に愛称として制定された「テレビ朝日」で親しまれる。
- 1978年
  - 5月22日：CMバンク導入[26]。
  - 9月22日：音声多重放送実用化試験局予備免許交付[28]。
  - 12月17日：音声多重放送を開始（音声多重放送実用化試験局）。第1号は20:54の『ANNニュース』。ステレオ第1号は12月24日の『題名のない音楽会』。
- 1979年4月2日：テレビアニメ『ドラえもん』放送開始。
- 1980年7月 - 8月：モスクワオリンピックを独占放送。五輪の独占放映権獲得は民放初となったが、日本のボイコット決定により深夜での録画放送に縮小された。
- 1982年10月9日：『タモリ倶楽部』放送開始。
- 1985年
  - 9月28日：アークヒルズにアーク放送センターが完成。報道機能などを移転。
  - 10月7日：久米宏をメインキャスターに起用した夜の大型ニュース番組『ニュースステーション』がスタート。
  - 10月8日：『アフタヌーンショー』において、1985年8月20日放送の企画でディレクターが暴走族にリンチをさせ、中学生らに怪我を負わせていたことが発覚した。ディレクターは暴行教唆容疑で逮捕され、同番組も10月18日に打ち切り終了した。その後、その件について郵政省から厳重注意を受けた（やらせリンチ事件）。
- 1986年
  - 5月26日：アークヒルズに本社を移転。旧本社社屋は「六本木センター」の名称となり、制作部門が残り、登記上本店も六本木センターと同一の住所で不変だった。これ以降、2000年の六本木センター解体まで報道と情報系生番組はアークヒルズにて、バラエティ、ドラマ、音楽番組などは六本木センターで制作[29]。
  - 10月24日：音楽番組『ミュージックステーション』スタート。
- 1993年
  - 4月1日：山形テレビ（YTS、山形県）がこの日から、これまでのフジテレビ系列からテレビ朝日系列にネットチェンジ。
  - 7月：選挙報道において報道局長による中立違反疑惑が発生（椿事件）。
- 1996年
  - 6月20日：ルパート・マードック率いるニューズ・コープと孫正義率いるソフトバンクの合弁で設立した新会社が旺文社が保有していたテレビ朝日の全株式を買い取り、保有率21.4パーセントの筆頭株主になることが発表される[30]。日本の放送局にとって初めての外資とベンチャー企業によるM&Aであり、敵対的買収であったが、1997年3月、当時第3位の株主の朝日新聞社が新会社保有の株式をすべて買い取ることで合意し、朝日新聞社がテレビ朝日の筆頭株主になる。
  - 10月1日：岩手朝日テレビ（IAT、盛岡市）が開局し、ANN（フルネット24局）が完成。
  - 11月2日：27時間チャレンジテレビを放送、この日、系列局シンボルマーク（ネットワークシンボル）がお披露目され一部番組を除き2003年9月28日まで使われた。 この番組は翌1997年も含め2回放送された。
- 1997年3月31日:『スーパーJチャンネル』放送開始。
- 1998年4月1日：本来であれば琉球朝日放送（QAB）の放送対象区域である沖縄県の大東諸島（北大東島・南大東島）にテレビ難視聴対策の一環としてテレビ朝日の中継局が設置される[注釈 13]。
- 2000年
  - 1月30日：『仮面ライダークウガ』放送開始。
  - 8月1日：現社屋着工[31]。
  - 10月3日：東京証券取引所市場第1部に株式を上場。
  - 12月1日：午前11時、系列のBSデジタル放送『BS朝日』（デジタルBS5ch。本社・渋谷区神宮前）が開局。
- 2002年6月：「全社変革推進運動」を開始（2007年まで実施）。
- 2003年
  - 3月31日：六本木ヒルズ内に現社屋竣工[31]。
  - 7月1日：登記上の本店を六本木センターから現社屋に変更[32]。
  - 9月29日：現社屋にて放送開始[31]。現社屋最初の番組は、『朝いち!!やじうま』であり、番組開始と同時に移転を祝ったセレモニー（「新テレアサ誕生」）が当時のMCによって執り行われた。
  - 10月1日：株式会社テレビ朝日に商号を変更し、略称をコールサインから取った“EX”（ただし、EXの略称はこれ以前から業界で使われていた。）に変更。同日、エーサットサンインを吸収合併。
  - 12月1日：午前11時、地上デジタルテレビジョン開局。開始当初から、デジタル放送ではBS朝日向けの放送を含め、六本木本社スタジオからの生放送のほとんど全てをハイビジョンで放送。（ハイビジョン制作そのものは移転と同時に始まっている。）
- 2004年
  - 2月9日：アナログ・デジタル統合マスター（NEC製）の運用開始。前日まではアナログ放送に限り、アーク放送センターの主調整室から送出を継続して行っていたが、これをもってアナログ・デジタル双方の放送が新社屋からの送出に移行した。
  - 4月5日：18年半余り続いた『ニュースステーション』に代わって古舘伊知郎をメインキャスターに起用した『報道ステーション』がスタート。
- 2005年
  - 4月15日：声優陣を一新した『ドラえもん』放送開始。
  - 5月21日：プロ野球・読売ジャイアンツ主催試合を初めて中継（東京ドーム・対北海道日本ハムファイターズ戦）。
- 2006年
  - 4月1日：地上デジタルテレビジョンワンセグの本放送を開始。
  - 6月18日：2006 FIFAワールドカップ・日本VSクロアチア戦を地上波で独占放送（系列局と系列局のない県の放送局を含む）。
- 2007年11月1日：創立50周年。同日、お客様窓口（はい!テレビ朝日です）の電話番号をデジタル5ch周知のため、03-6406-2222から03-6406-5555に変更した。
- 2008年
  - 5月12日：地上デジタルテレビジョン放送において、海賊版防止・著作権保護の観点による画面上にロゴを使用したチャンネルロゴ表示の表示を開始（在京局では5局目）。
  - 6月6日：朝日新聞社の発行済株式11.8パーセントを取得、第4位の株主になったと発表。同時に持ち合いによる議決権の相殺を防ぐため、朝日新聞社が保有するテレ朝株式を売却し9月末までに25パーセントに下げることも発表された。
- 2009年6月25日：インターネットによる番組配信サービス・テレ朝動画をスタート[33]。
- 2010年
  - 3月11日：衛星のセーフティネットを活用し、地上デジタル放送難視聴地域に向けたBSでのサイマル放送（BS295）を、5年間の期間限定で開局。
  - 3月29日：アナログ放送において、『やじうまプラス』・『スーパーモーニング』・『ワイド!スクランブル』・『朝まで生テレビ!』を含む全ての生放送報道・情報ワイド番組でデジタル放送同様ステレオ音声信号を乗せて放送開始。そのためモノラル制作の番組はモノステレオ放送となる。
  - 7月3日：アナログ放送において、定時の5分間の『ANNニュース』を含む報道番組の大半をレターボックス化。
  - 7月5日：アナログ放送において、全ての生放送報道番組をレターボックス化。
- 2011年
  - 5月10日：公式マスコットキャラクター「ゴーちゃん。」をサンリオと共同制作し、発表[34][注釈 14]。
  - 6月30日：大東諸島の沖縄県域4社・5局のデジタル中継局（デジタル新局）の開設（試験放送・7月1日、正式開局・7月23日）に伴い、地上波アナログ放送の大東島中継局からの放送終了。デジタル化後は正式に本来のQAB中継局が設置された。
  - 7月24日：正午にアナログ放送が終了。その後は11:57分までブルーバックのお知らせ画面が表示されており、11:58分にクロージングを流し、11：59分にはアナログ放送が完全に停波する。この後東北三県を除きデジタル放送に完全移行した。
- 2012年4月1日：朝日ニュースターを株式会社衛星チャンネルから譲受[35]。
- 2013年
  - 5月31日：午前9時、東京スカイツリーからの送信を開始。
  - 7月31日：認定放送持株会社体制への移行を発表[36]。
  - 10月15日：テレビ朝日分割準備株式会社を設立[36][37]。
- 2014年
  - 4月1日：（旧）株式会社テレビ朝日が株式会社テレビ朝日ホールディングスに商号を変更し、認定放送持株会社体制に移行する[注釈 15]。会社分割を行い、テレビ朝日分割準備会社が事業を承継し、「（新）株式会社テレビ朝日」へ商号を変更。同時にBS朝日を株式交換によって完全子会社化[36]。
  - 6月2日：地上波・BS統合マスターに更新（東芝製）。※これにより、テレビ朝日とBS朝日のマスター設備が統合されたことになる。
  - 9月29日：すべての番組の提供クレジットの「提供」の文字とロゴの表示方法が変更され、『世界の車窓から』など一部の番組で行われていた白文字（黒色による縁取りなし）に薄い影がつくものに変わった。
- 2015年
  - 1月14日：ガールズコンテンツに特化した動画配信サービス「LoGiRL（ロガール）」を開始[38]。
  - 3月31日
    - アジア戦略の一環として、タイのメディア複合企業「Kantana Group Company Limited（カンタナ）」とインドのテレビ放送事業会社「ZEE Entertainment Enterprises Limited（ZEEL）」に、それぞれにビジネス協力に関する協定を締結[39]。
    - 同日 衛星のセーフティーネットを活用したBSサイマル放送終了。

  - 8月20日：KDDIとスマートフォン向け動画配信事業で業務提携を発表[40]。
- 2016年4月11日：サイバーエージェントとの共同出資によるインターネットテレビ局「AbemaTV」（現：ABEMA）が本開局。
- 2017年2月：多摩ニュータウン・若葉台に「テレビ朝日若葉台メディアセンター」が竣工 [41][42]。
- 2022年
  - 4月1日：全番組の提供クレジットから黒い縁（シャドゥ）+白テロップ表記を撤廃（※一部企業を除く）し、各社提供・ネットセールス・ローカルセールスを含めてカラー表記に統一させた。（テレビ東京と同日。）
  - 4月11日：動画配信アプリ「TVer」にて、地上波プライムタイムに放送されているテレビ朝日系列番組の同時配信サービス「テレ朝系リアルタイム配信」を開始[43]。
- 2024年4月8日：同日実施の立会外取引によって、壽屋の株式を追加取得し、同社を持分法適用関連会社化[44]。

## 開局日の編成
- 10:00 - 「獅子舞」
- 10:10 - 会長あいさつ（大川博NET会長）
- 10:15 - 祝辞（岸信介内閣総理大臣ほか）
- 10:40 - 吹演奏と少年合唱隊
- 11:20 - 「テレビ時代の教育」
- 12:00 - ニュース
- 12:30 - 子供歌舞伎
- 13:00 - よい子に贈るパレード
- 14:30 - 宰相登場（東久邇稔彦ほか）
- 15:30 - 桐朋学園オーケストラ
- 15:50 - オリンピック物語
- 16:20 - 「電源開発」
- 17:00 - 漫画映画「子猫の落書」ほか
- 17:20 - 映画「富士は生きている」
- 18:00 - コンサート
- 18:30 - ニュース
- 18:55 - 社長挨拶（赤尾好夫NET社長）
- 19:00 - 「NET誕生」（第一部）「勝三郎連獅子」
- 19:30 - 「NET誕生」（第二部）「華々しき招待」
- 20:30 - 「初木遣調子春風」
- 21:40 - 「30年後の世界」（これが当日の最終番組）
  - 出典：毎日新聞（東京版縮刷版）昭和34年2月1日付6面テレビ欄

## 特色
1984年にはアメリカのCNNと提携、1985年にはプライムタイムに大型ニュース番組『ニュースステーション』を開始した。現在も『報道ステーション』と『スーパーJチャンネル』に代表されるニュース番組や『朝まで生テレビ!』などの討論番組、『ビートたけしのTVタックル』や『池上彰のニュースそうだったのか!!』といった時事問題を扱ったバラエティ番組の制作を得意としている。ほか、深夜のバラエティ番組枠「ネオバラエティ」や「金曜ナイトドラマ」などそれまで不毛だった時間帯の開拓にも積極的な姿勢を見せている。
かつてのNETテレビ時代に学校放送を制作・放送していた名残で、ANNとは別に財団法人民間放送教育協会（民教協）を主催しており、加盟局の持ち回り制作で教育番組を放映している（地上波のほか、BS朝日・テレ朝チャンネル2でも放送）。また開学初期の放送大学にも授業番組の制作に携わっている。
在京キー局では2010年代以降、自社系の有料動画配信サービスを次々と開設したが、テレビ朝日ではこれに加えてインターネット事業者のサイバーエージェントと共同出資し、原則無料のインターネットテレビ局「AbemaTV」を開設した。配信番組にはテレビ朝日制作番組の続編やスピンオフ企画のほか、一部のオリジナル番組が地上波深夜枠で放送されることがある。2017年以降は地上波の一部のドラマ作品でテレビ朝日と共同制作を行っている。
芸能事務所ではかつては石原プロモーション（2021年解散）との結びつきが非常に強かった。これは『西部警察』制作の際、テレビ朝日から「広告代理店を介さずに（石原プロと）直接契約する」という異例の条件を提示されたことがきっかけで、これ以降石原プロ制作番組は原則テレビ朝日での放映となった。同プロダクションの創始者でもある石原裕次郎の追悼式典（13回忌、17回忌、23回忌法要など。）や、2000年8月に開催された「21世紀の石原裕次郎を探すオーディション『1億人の心をつかむ男』」の後援や生中継も行っていた。
その他にもホリプロとオスカープロモーション所属のタレントの起用が多く、両プロダクションがそれぞれ開催する新人発掘オーディション「ホリプロタレントスカウトキャラバン」と「全日本国民的美少女コンテスト」を後援し、その模様も特番で放映している。なお、オスカーについては所属タレントがMCを担当するバラエティ番組を制作・放送している。
テレビ視聴率を測定している調査会社のビデオリサーチは2020年4月から全国すべての地区で個人視聴率を導入した。これに伴い、在京民放キー局各社やテレビ朝日系列局の朝日放送テレビでは広告主のニーズが高いコアターゲット層 を重視した番組作りに切り替えている。しかし、テレビ朝日はアクティブシニア層が含まれる50歳以上が日本における総人口の半分以上を占めている現状やサイバーエージェントとの合弁で若年層向けの動画配信サイト「ABEMA」を運営している兼ね合いもあって、個人視聴率導入後も世帯視聴率を重視すると同時に19時台から22時台のゴールデン・プライムタイムは引き続き全年齢層をターゲットとした編成や番組作りに取り組むことを明らかにしている。この結果、世帯視聴率では好調の番組でもコアターゲット層を対象とした視聴率（コア視聴率）では苦戦している番組が多数発生する状態になった。

## 制作番組

### 報道・情報番組
NETテレビ時代の1964年にワイドショーの先駆けとなる『モーニングショー』がスタート。
1980年代後半にスタートした報道・情報番組の中には、放送20年を越える長寿番組となったものも多い。1985年、22時台としては初の大型ニュース番組『ニュースステーション』が開始、「夜のニュース戦争」の火付け役となり、TBSなどもこれに追随した。1987年には深夜の討論番組『朝まで生テレビ!』が、1989年には『サンデープロジェクト』と報道ドキュメンタリー『ザ・スクープ』が放送開始した。

### スポーツ
サッカー中継にも力を入れており、アジアサッカー連盟主催のAFCチャンピオンズリーグは2007年から2012年までBS朝日とテレ朝チャンネルで中継していた。日本代表が優勝した2011年のAFCアジアカップも地上波で独占生中継した。2014年には、4年に1度の開催に変更されて初めてとなるAFC女子アジアカップを独占生中継した。FIFAワールドカップ本大会・グループステージにおける日本代表の試合放映権を2002年の日韓大会から2014年のブラジル大会まで4大会続けて獲得するなど強運にも恵まれている。サッカーについては情報番組『やべっちFC〜日本サッカー応援宣言〜』も制作していた。

プロ野球では、ラジオ局・文化放送との関係 から、テレビ朝日と繋がりの深い埼玉西武ライオンズの試合（主に週末デーゲーム）を中継することが多い。2000年代後半以降の全国ネット中継はレギュラー番組および他競技の国際大会の中継を優先する編成方針から、ナイターはオールスターゲーム・日本シリーズ・侍ジャパン戦、デーゲームは阪神対巨人戦（朝日放送テレビ制作）に限られている。その一方で、2012年から2015年まではCS放送における埼玉西武ライオンズ主催全試合の放送権を獲得し、テレビ朝日の直営となった朝日ニュースター（現・テレ朝チャンネル2 ニュース・スポーツ）にて全試合中継を行い、2006年より始まった国別対抗戦であるワールド・ベースボール・クラシックの中継もTBSテレビ（2006年は日本テレビも）とともに行っている。高校生年代による国際大会でもあるWBSC U-18ワールドカップは地上波独占中継を行っている。
夏の高校野球開催時は『熱闘甲子園』を1981年から朝日放送テレビと共同制作しており、キャスターやアナウンサー・解説者を派遣するなど協力体制を敷いている。大会の中継については2000年代以降開会式と決勝戦の放送を続けていたが、2015年以降はNHK・BS朝日での放送と重複することに加えて、レギュラー番組を優先する編成方針から、決勝戦の中継を取りやめ、テレビ朝日での放送は行われていない。
格闘技では2025年現在、在京キー局では唯一プロレス中継（新日本プロレス）を行っており、1970年代初頭には全日本女子プロレスの中継も行ったこともあった。その一方で1990年代からブームとなったK-1や総合格闘技は一度も中継しておらず、立ち技格闘技に関してはボクシングを除けばキックボクシングを全盛期に1年だけ放送したのと、空手道団体・極真会館が開催した『一撃』を1度中継したのみである。ボクシングでは、1959年から『ゴールデン・ボクシング』というタイトルで放映を開始、以後『エキサイトボクシング』というタイトルで2003年まで定期中継枠を編成していた。日本国内ではヨネクラ、ワタナベボクシングジムの試合を中心に放送していた。かつては海外でのタイトルマッチの衛星中継も積極的に行っており、モハメド・アリが2度目の世界ヘビー級王者に在位していた1974年 - 1978年にはアリの防衛戦を海外から生中継で放映していたが、2025年現在はボクシング中継を編成していない。
在京キー局の中ではモータースポーツ中継に積極的に取り組んでおり、著名なものでは1982年から2003年までル・マン24時間レースの中継を実施、2000年にはチーム郷との共同で「テレビ朝日・チーム龍（Dragon）」名義で参戦も果たした。2000年代後半以降は世界ラリー選手権（WRC）情報や結果速報などを同局のスポーツ番組で放送している。また、六本木ヒルズで毎年行われている「テレ朝夏祭り」でもWRCに関連したアトラクションが設営されている。かつてはフォーミュラEの中継にも取り組んでいたが、2016年シーズンを最後に中継はしておらず、事実上撤退となった。
NETテレビ時代には大井競馬場から実況中継を行っていた。1972年には東京盃の冠スポンサーとなり、『NET盃』として開催したこともあった。
上述以外の競技では、フィギュアスケートのISUグランプリシリーズ（NHKが主催・賞杯授与・放送する日本大会を除く）、水泳の世界水泳とパンパシフィック水泳選手権、体操の世界体操選手権を中継している。珍しいところでは1986年-1989年に『おはよう!ゲートボール』というゲートボール番組を放送していたことがある。

### バラエティ・音楽番組
1990年代後半から2000年代初期はゴールデン・プライムタイムのバラエティ番組が非常に少なく、特に1997年度上半期は火曜19時枠の『ウッチャンナンチャンの炎のチャレンジャー これができたら100万円!!』と木曜19時枠の『超次元タイムボンバー』の2番組だけであった。
1993年、23時台に深夜のバラエティ番組枠「ネオバラエティ」を新設した。当初の放送時間は30分だったが、好調な視聴率を受け徐々に放送時間を拡大、他局でも23時台にバラエティ枠を新設するなど大きな影響を与えた。本枠では『マツコ&有吉 かりそめ天国』や『アメトーーク!』など現在も続く人気番組を多数生み出し、ゴールデン・プライムタイムへの「昇格」も積極的に行っていた。その後、2020年には、26時台に「バラバラ大作戦」、2022年には、それまであった「ネオバラエティ」を解体した上で「スーパーバラバラ大作戦」を相次いで新設し、動画配信の時代に対応したバラエティ枠を新設することでアップデートを図った。
一方、ゴールデン進出は成功例もある一方で深夜時代のカラー（お色気シーンや過激なロケ・演出）を改めたり打ち切りに至るケースも少なくないため、視聴者が求めるニーズとの乖離を指摘されていた。このため時間帯を深夜に戻したうえで復活、深夜版と並行してゴールデン版を放送、あるいはゴールデン・プライムタイムへの昇格を前提とした番組制作を行うなど柔軟な姿勢も見られ、中にはテレビ朝日の手から離れて番組を存続させたものもある。
2000年代後半から2010年代前半にかけては、『いきなり!黄金伝説。』、『もしものシミュレーションバラエティー お試しかっ!』、『お願い!ランキング』など番組あげての企業情報番組が多数制作されていた。これに関連して、『黄金伝説』の企画「○○のメニューを全部食べつくす男」や『お試しかっ!』の「帰れま10」などといった、「完食系」の企画・コーナーが多く見受けられるようになった。ただ好調な視聴率の一方、視聴者からは「食べ物を無駄にしている」、「無理をして食べる必要があるのか?」などの批判的な声も少なくなかった。
音楽番組は1986年から『ミュージックステーション』を開始。現在ではゴールデン・プライムタイムで放送される数少ない常設の音楽番組であり、アーティストにとっては本番組の出演を目標とするグループも多い。また、クラシック番組で1966年から『題名のない音楽会』を東京12チャンネルからの移管で放送開始。こちらは放送中のテレビ朝日の番組では最長寿であり、「世界最長寿のクラシック番組」としてギネス世界記録に認定されている。

### ドラマ
略歴にもあるようにテレビ朝日は東映の関連会社として設立されたため、現在はテレビ局で唯一東映制作専門の放送枠を設けている（水曜21時のドラマと、後述する日曜朝の特撮ドラマ。）。
東映制作以外でのプライムタイムのドラマ枠は、火曜21時台と木曜21時台及び日曜22時台（朝日放送テレビ制作、2023年4月から）に設けている。木曜21時台のドラマ枠は2000年代まで低迷が続いていたが、2010年代以降は『ドクターX〜外科医・大門未知子〜』『緊急取調室』など人気作品を輩出している。この枠も、オスカープロモーション所属タレントが主演を務めていることが多い。
2000年、23時台に「金曜ナイトドラマ」枠を新設。後にテレビ東京や読売テレビ、毎日放送（MBS）なども深夜ドラマに参入し、この流れに追随した。ここから『トリック』『特命係長 只野仁』『時効警察』『家政夫のミタゾノ』などのヒット作や話題作も生まれている。中でも前者二つは、続編が21時台の木曜ドラマ枠に移り、映画化もされるなど人気を博した。
刑事ドラマの制作に積極的で、水曜21時は刑事ドラマ専門である。以前は時代劇枠だった木曜20時の『木曜ミステリー』(2022年9月終了)では、東映京都撮影所で撮影をしており、京都府警（京都府内）を舞台にした作品が多い。『京都迷宮案内』や『おみやさん』『科捜研の女』『遺留捜査』などはいずれもシリーズ化され、視聴者からは“京都枠”の愛称で親しまれていた。かつては時代劇の制作にも積極的で、『遠山の金さん』『暴れん坊将軍』といった長寿化したシリーズや腸捻転解消後に放映を開始した朝日放送と松竹の制作による『必殺シリーズ』も人気を博した。また『土曜映画劇場』の後番組として放送された『土曜ワイド劇場』は2時間ドラマの先駆け的な番組となり、その後『日曜ワイド』→『日曜プライム』など放送枠の変更・縮小をしつつも新作が放送されている。
この他、ドラマの再放送にも積極的で平日および土曜日の14 - 16時台に再放送を実施している。2015年3月からは早朝4時に時代劇専門の再放送枠『おはよう!時代劇』を開始（関東ローカル）。通常天気予報やニュースを放送する時間帯で異例の編成となったが、視聴率2%と好調を博している。
2017年4月3日から、月曜 - 金曜12時30分 - 12時50分枠にて、シルバー向け新帯ドラマ枠『帯ドラマ劇場』を開始した。これにより民放での帯ドラマが『東海テレビ制作昼の帯ドラマ』（フジテレビ系列全国ネット）終了後1年ぶりに復活させたが、2020年3月で廃枠となった。

#### 特撮
テレビ朝日は東映制作の特撮ドラマも擁しており、現在は日曜朝に放送の『スーパー戦隊シリーズ』と『仮面ライダーシリーズ』は「スーパーヒーロータイム」の愛称が付けられており、日本で唯一特撮番組を継続して製作しているテレビ局でもある。
仮面ライダーシリーズについてはかつて、昭和時代の作品もネット受けしていたが、MBSが制作していたために1975年4月の腸捻転解消によりTBS系列に移動となった。スーパー戦隊シリーズはその後枠として立ち上げられた。『メタルヒーローシリーズ』終了後の2000年からは、それまで仮面ライダーシリーズを制作・放送していたMBSに代わって制作を担当することになった。以降はシリーズ作品のほか、「仮面ライダーVSスーパー戦隊」や過去にテレビ朝日が制作した特撮作品（メタルヒーロー・人造人間キカイダーなど）を登場させるクロスオーバー作品も不定期に制作している。なお、「スーパーヒーロータイム」はテレビ朝日のドラマ作品では唯一、連動データ放送を実施している。
開局間もない1960年には、NETテレビ開局を記念した子ども番組として人形劇映画『ベニスの商人』（制作：東京中央人形劇場）が放送された。当時は生放送で人形劇が放送されていた時代であったが、この番組は人形劇をフィルム撮影し、その上にアニメーション撮影の場面を加えた、初の人形劇映画作品となった。

### アニメ
教育局であった1963年にスタートした『狼少年ケン』でテレビアニメに初参入。その後、1966年にスタートした『魔法使いサリー』を始めとした「魔女っ子シリーズ」が人気を博した。総合局となってからも『一休さん』や『キャンディ・キャンディ』などヒット作品を続々輩出した。これら歴代の作品の多くは、テレビ朝日の関連会社でもある東映アニメーション（旧東映動画）の製作によるものが大半を占めている。
腸捻転時代の準キー局であったMBSとネットを組んでいた時代は、『おそ松くん』や『エースをねらえ!』といった作品が同局からのネットで放送され、いずれも大ヒットした。後にTBS系列で人気番組になった『まんが日本昔ばなし』は、腸捻転解消前の最後の3ヶ月のみ放送されていた。
1980年代には、前年にスタートした『ドラえもん』を筆頭に、『怪物くん』や『忍者ハットリくん』などシンエイ動画製作による藤子不二雄作品がアニメの中心となり、1985年には『藤子不二雄ワイド』と銘打った1時間のアニメ・コンプレックスゾーンも設けていた。1987年10月の『ニュースシャトル』の開始により廃枠となるが、代わって平日の18:50 - 19:20枠をアニメで統一させ、視聴習慣に対応した。なお、シンエイ動画については2010年に完全子会社としている。
1990年代には、現在も放送中の『クレヨンしんちゃん』や『美少女戦士セーラームーン』『SLAM DUNK』など人気を博した作品がスタートしたものの、2004年9月にはこれらの作品を放送していた土曜夜7時台から撤退した（1997年9月に一旦終了、2002年4月に復活するものの、約2年半で終了）。
2009年10月には、火曜夜7時台に久々となるゴールデンタイムのアニメ枠を新設するも定着せず、2011年4月期に日曜朝6時30分枠と統合させる形で撤退、残る金曜夜7時台の2番組についても2019年10月期に土曜夕方へと移動し、ゴールデンタイムのアニメ枠も消滅する事となった。
深夜アニメについてはかつて他系列と同等に放送していたが、2007年4月の改編にて深夜アニメ枠を一旦廃止した。以降は散発的な放送に留まり、在阪・在名系列局の朝日放送・メ～テレで製作・放送されている深夜アニメ作品の逆ネット実績も無いなど積極的な取り組みは行われていなかったが、2020年4月期より『NUMAnimation』の名称でテレビ朝日では初となる深夜アニメレーベルが新設された。2020年10月からは同枠が関東ローカルから全国ネットに昇格、さらに朝日放送テレビからの全国ネット枠『ANiMAZiNG!!!』を新設し、連続1時間の深夜アニメ枠となった。
2024年10月からは『IMAnimation』枠を新設し、それに先立って『ドラえもん』『クレヨンしんちゃん』を含めたテレビ朝日製作のアニメ作品を総括する『tv asahi animation』レーベルが設けられた。2025年4月には『IMAnimation』の姉妹枠となる『IMAnimation W』枠も新設されが発表された、これによりテレビ朝日の深夜アニメ枠は3枠（『ANiMAZiNG!!!』を含めると4枠）体制となった。

## 視聴率
1955年5月から1963年1月までの各年最高世帯視聴率（全て東京地区・電通調べ）
| 年度 | 番組名       | 視聴率 |
| ---- | ------------ | ------ |
| 1961 | ララミー牧場 | 44.3%  |
| 1962 | ローハイド   | 42.0%  |

1962年12月3日から2024年12月31日までの各年最高世帯視聴率（全て関東地区・ビデオリサーチ調べ） 
※年によって欠落がある。
| 年度 | 番組名                                                                                   | 放送日時                                | 視聴率      |
| ---- | ---------------------------------------------------------------------------------------- | --------------------------------------- | ----------- |
| 1962 | ちびっこギャング                                                                         | 12月28日（金）19:00〜19:30              | 33.5%       |
| 1963 | ちびっこギャング                                                                         | 3月8日（金）19:00〜19:30                | 39.4%       |
| 1966 | 氷点                                                                                     | 4月17日（日）22:00〜23:00               | 42.7%       |
| 1967 | 素浪人 月影兵庫（第2シリーズ）                                                           | 9月30日（土）20:00〜20:56               | 35.7%       |
| 1968 | 素浪人 月影兵庫（第2シリーズ）                                                           | 2月3日（土）20:00〜20:56                | 35.8%       |
| 1969 | 大正テレビ寄席                                                                           | 2月16日（日）12:00〜12:45               | 30.9%       |
| 1971 | 大忠臣蔵                                                                                 | 12月14日（火）21:00〜21:56              | 32.8%       |
| 1972 | 象印スターものまね大合戦                                                                 | 11月12日（日）19:30〜20:00              | 34.1%       |
| 1973 | 象印スターものまね大合戦                                                                 | 1月7日（日）19:30〜20:00                | 32.4%       |
| 1974 | '74輝け!!日本歌謡大賞                                                                    | 11月26日（火）19:00〜20:55              | 45.3%       |
| 1976 | 格闘技世界一決定戦 アントニオ猪木×モハメッド・アリ                                       | 6月26日（土）13:00〜14:50               | 38.8%       |
| 1977 | 欽ちゃんのどこまでやるの!                                                                | 12月28日（水）21:00〜21:54              | 33.2%       |
| 1978 | 欽ちゃんのどこまでやるの!                                                                | 3月22日（水）21:00〜21:54               | 33.1%       |
| 1979 | ゴールデンナイター 大洋×巨人                                                             | 6月21日（木）19:00〜21:24               | 32.8%       |
| 1980 | '80プロ野球日本シリーズ 広島×近鉄 第7戦                                                  | 11月2日（日）12:55〜16:57               | 30.9%       |
| 1981 | '81プロ野球日本シリーズ 日本ハム×巨人 第6戦                                              | 10月25日（日）12:55〜16:00              | 41.2%       |
| 1982 | ゴールデンナイター ヤクルト×巨人                                                         | 5月5日（水）19:00〜21:24                | 37.3%       |
| 1983 | 欽ちゃんのどこまでやるの!                                                                | 6月22日（水）21:00〜21:54               | 42.0%       |
| 1984 | 欽ちゃんのどこまでやるの!                                                                | 1月25日（水）21:00〜21:54               | 37.2%       |
| 1985 | 月曜スペシャル90 独占生中継!!おめでとう 聖子・正輝結婚! 今夜愛の旅だち                   | 6月24日（月）19:00〜20:51               | 34.9%       |
| 1986 | ドラえもん                                                                               | 1月17日（金）19:00〜19:30               | 29.3%       |
| 1987 | ドラえもん                                                                               | 2月20日（金）19:00〜19:30               | 27.7%       |
| 1988 | ニュースステーション（プロ野球 ロッテ×近鉄）                                             | 10月19日（水）22:00〜23:28              | 30.9%       |
| 1989 | パワーアップナイター 近鉄×ダイエー                                                       | 10月14日（土）19:05〜21:24              | 29.5%       |
| 1990 | 日曜洋画劇場 ダイ・ハード                                                                | 10月7日（日）21:02〜23:24               | 29.0%       |
| 1991 | 日曜洋画劇場 ターミネーター                                                              | 9月8日（日）21:02〜22:54                | 29.7%       |
| 1992 | '92プロ野球日本シリーズ ヤクルト×西武 第2戦                                              | 10月18日（日）12:30〜16:00              | 28.0%       |
| 1993 | クレヨンしんちゃんスペシャル                                                             | 7月12日（月）19:00〜20:00               | 28.2%       |
| 1994 | '94プロ野球日本シリーズ 西武×巨人 第4戦 ニュースステーション                             | 10月26日（水）18:10〜22:00 22:00〜23:20 | 40.2% 34.8% |
| 1995 | '95プロ野球日本シリーズ ヤクルト×オリックス 第3戦 ニュースステーション                   | 10月24日（火）18:30〜22:00 22:00〜23:40 | 29.0% 31.9% |
| 1996 | ゴールデンナイター ヤクルト×巨人                                                         | 10月2日（水）19:04〜21:43               | 28.0%       |
| 1997 | '97プロ野球日本シリーズ 西武×ヤクルト 第2戦                                              | 10月19日（日）18:15〜23:19              | 28.9%       |
| 1998 | ゴールデンナイター ヤクルト×巨人                                                         | 4月4日（土）18:35〜21:24                | 25.1%       |
| 1999 | '99プロ野球オールスターゲーム 第1戦                                                      | 7月24日（土）18:34〜21:49               | 27.6%       |
| 2000 | シドニーオリンピックLIVE（陸上 女子マラソン）                                            | 9月24日（日）6:45〜10:00                | 40.6%       |
| 2001 | キリンチャレンジカップ2001 サッカー 日本代表×イタリア代表                                | 11月7日（水）19:15〜21:18               | 25.4%       |
| 2002 | 2002FIFAワールドカップTM グループリーグ サッカー チュニジア×日本                         | 6月14日（金）15:00〜17:54               | 45.5%       |
| 2003 | 2003東京国際女子マラソン                                                                 | 11月16日（日）12:05〜14:55              | 27.4%       |
| 2004 | サッカー AFCアジアカップ中国2004 決勝 日本×中国                                          | 8月7日（土）20:57〜23:11                | 32.4%       |
| 2005 | サッカー 2006FIFAワールドカップ アジア地区最終予選 日本×北朝鮮                           | 2月9日（水）19:17〜21:33                | 47.2%       |
| 2006 | サッカー 2006FIFAワールドカップ 日本×クロアチア                                          | 6月18日（日）21:35〜24:30               | 52.7%       |
| 2007 | アジア野球選手権2007 兼 北京五輪アジア地区最終予選 日本×台湾                             | 12月3日（月）18:55〜22:24               | 27.4%       |
| 2008 | 開局50周年記念特別番組 フィギュアスケートグランプリファイナル 世界一決定戦2008           | 12月13日（土）19:03〜21:24              | 24.7%       |
| 2009 | 開局50周年記念 '09ワールドベースボールクラシックTM 東京ラウンド 日本×韓国                | 3月7日（土）18:55〜22:14                | 37.8%       |
| 2010 | 2010FIFAワールドカップTM 日本×オランダ                                                   | 6月19日（土）20:10〜22:40               | 43.0%       |
| 2011 | サッカー AFCアジアカップ2011 日本×韓国                                                   | 1月25日（火）22:20〜25:15               | 35.1%       |
| 2012 | サッカー 2014FIFAワールドカップTM アジア地区最終予選 オーストラリア×日本                 | 6月12日（火）18:56〜21:00               | 35.1%       |
| 2013 | サッカー 2014FIFAワールドカップTM アジア地区最終予選 日本×オーストラリア                 | 6月4日（火）19:30〜21:37                | 38.6%       |
| 2014 | 2014FIFAワールドカップTM 日本×コロンビア                                                 | 6月25日（水）5:00〜7:20                 | 37.4%       |
| 2015 | フィギュアスケートグランプリシリーズ世界一決定戦2015 第3戦 中国大会                      | 11月7日（土）19:20〜21:30               | 23.2%       |
| 2016 | 木曜ドラマ ドクターX〜外科医・大門未知子〜                                               | 10月27日（木）21:50〜22:44              | 24.3%       |
| 2017 | 2017 ワールド・ベースボール・クラシック 2次ラウンド 日本×イスラエル / 報道ステーション   | 3月15日（水）19:08〜21:54 21:54〜23:20  | 25.8% 27.2% |
| 2018 | ピョンチャンオリンピック2018（スピードスケート）                                         | 2月19日（月）19:52〜21:54               | 22.5%       |
| 2019 | サッカー AFCアジアカップ2019 決勝 日本×カタール                                          | 2月1日（金）22:55〜25:00                | 21.4%       |
| 2020 | ポツンと一軒家                                                                           | 4月26日（日）19:58〜20:56               | 22.9%       |
| 2021 | 東京オリンピック（卓球4回戦女子シングルス、 ソフトボール女子決勝・表彰式 日本×アメリカ） | 7月27日（火）19:00〜23:20               | 23.0%       |
| 2022 | FIFAワールドカップ2022 日本×コスタリカ                                                   | 11月27日（日）18:40〜21:10              | 42.9%       |
| 2023 | 2023 ワールド・ベースボール・クラシック 日本×イタリア 報道ステーション                   | 3月16日（木）19:09〜21:54 21:54〜23:10  | 48.0% 43.6% |
| 2024 | テレビ朝日開局65周年記念 サッカー AFCアジアカップ カタール 日本×イラン                   | 2月3日（土）20:27〜22:35                | 23.6%       |

## 過去のテーマソング
現在は特になし。
NETの歌
作詞：サトウハチロー、作曲：團伊玖磨
テレビ朝日の歌
作詞：阿久悠、作曲：小林亜星、編曲：高田弘、歌：ピーカブー & ムーン・ドロップス、演奏：東京室内楽協会
日本教育テレビ（NETテレビ）が、全国朝日放送（テレビ朝日）に社名変更された記念に作られた歌。オープニング時とクロージング時に使用された。
当時、アストロミュージック出版によって非売品のシングルレコード（『わが家の友だち10チャンネル テレビ朝日』）が制作された（A面に歌入り、B面はインストゥルメンタルバージョン）。長らく市販されていなかったが、2008年3月19日に日本コロムビアから発売されたコンピレーション・アルバム『阿久ちゃんねる〜阿久悠作詞のTVテーマ・CMソング集』に収録された。その後、2009年11月11日にユニバーサル ミュージック ジャパンから発売されたコンピレーション・アルバム『ブロードキャスト・トラックス テレビ朝日編』のボーナス・トラックとして収録されている。
We will be together 〜未来へ〜
作詞：滝沢秀明、松田聖子、藤井隆、山下智久、横山裕、渋谷すばる、こずえ鈴、作曲：石井竜也、フラッシュ金子、歌：松田聖子
2000年、『music-enta』の企画で作られた歌。同番組のレギュラー出演陣がフレーズを出し合い作詞した。同年5月11日〜31日、オープニング時に使用された。

## スタジオ

### 六本木6丁目本社ビル（六本木ヒルズ）
幕張メッセの設計でも知られるプリツカー賞建築家槇文彦の設計、施工は竹中工務店。スタジオは全部で12か所ある。HD/SD切替方式。BS朝日向けの放送を含めて生放送番組はすべてハイビジョン制作である。
本社にある汎用スタジオは3つ（1、2、3スタジオ）である。在京キー局では一般的な数であるが、スタジオの床面積はあまり広くないことや階数が低いことから（在京キー局の基本は20階建て以上）、旧本社のアーク放送センターと相互補完をしながら運用している。
なお、第3・第4・第5スタジオおよびニュースルームは同一フロアに存在しており、共通の美術倉庫「アレンジメントスペース」 に繋がっている。報道を中心に情報系番組はほぼすべてがこれらのスタジオ群で制作されている。主に『報道ステーション』『スーパーJチャンネル』『グッド!モーニング』で使用する第4スタジオとニュースルームのサブ（副調整室）はどちらも報道専用として設計されており、相互・統合運用を可能としている。（非常時および報道系生番組連続編成時の相互補完機能など。）
- 第1スタジオ（地下1階、245坪） - 『ミュージックステーション』『題名のない音楽会』『ビートたけしのTVタックル』『Qさま!!』『M-1グランプリ』（朝日放送テレビ制作）[注釈 23] など。ドラマ収録や、毎年1月1日の『羽鳥慎一 モーニングショー　新春特大スペシャル』でも使用。かつては『「ぷっ」すま』『くりぃむVS林修!クイズサバイバー』『お笑い二刀流 MUSASHI』などでも使用。
- 第2スタジオ（地下1階、205坪） - 『アメトーーク!』『くりぃむクイズ ミラクル9』『ナニコレ珍百景』『関ジャム 完全燃SHOW』『中居正広のキャスターな会』『タモリ倶楽部』『有吉クイズ』など。かつては『サンデープロジェクト』『あいつ今何してる?』などでも使用。
- 第3スタジオ（4階、165坪） - 『グッド!モーニング』（2018年2月から）『大下容子 ワイド!スクランブル』（2014年4月から2018年2月までは第5スタジオ）『報道ステーション』（2018年1月から。2017年12月までは第4スタジオ）『サタデーステーション』など。かつては『スーパーモーニング』『モーニングバード!』『虎の門』『SmaSTATION!!』『サンデースクランブル』『サンデーステーション』でも使用。
- 第4スタジオ（4階、165坪） - 『羽鳥慎一モーニングショー』『スーパーJチャンネル』『朝まで生テレビ!』『有働Times』など。かつては『ニュースステーション』『サタデースクランブル』『報道ステーション SUNDAY』『週刊ニュースリーダー』『サンデーLIVE!!』でも使用。
- 第5スタジオ（4階、65坪） - 『いま世界は』→『日曜スクープ』（BS朝日、2013年3月31日 - 2015年3月29日は第4スタジオ）など。また『週刊ニュースリーダー』でも第4スタジオが使用出来ない場合に使用される。
- ニュースルーム（4階、47坪） - 報道局内に設置された報道専用のオープンスタジオ。他局ではスタジオと別に配置している「顔出しブース」を兼ねている。『ANNニュース』『ANN NEWS&SPORTS』『スーパーJチャンネル（週末・年末年始版）』『News Access』（BS朝日）など。緊急報道の場合は『スーパーJチャンネル（平日版）』『報道ステーション』などでもこのスタジオから放送されることがあるほか、BS朝日にもこのスタジオから地上波と同時で放送されることもある。

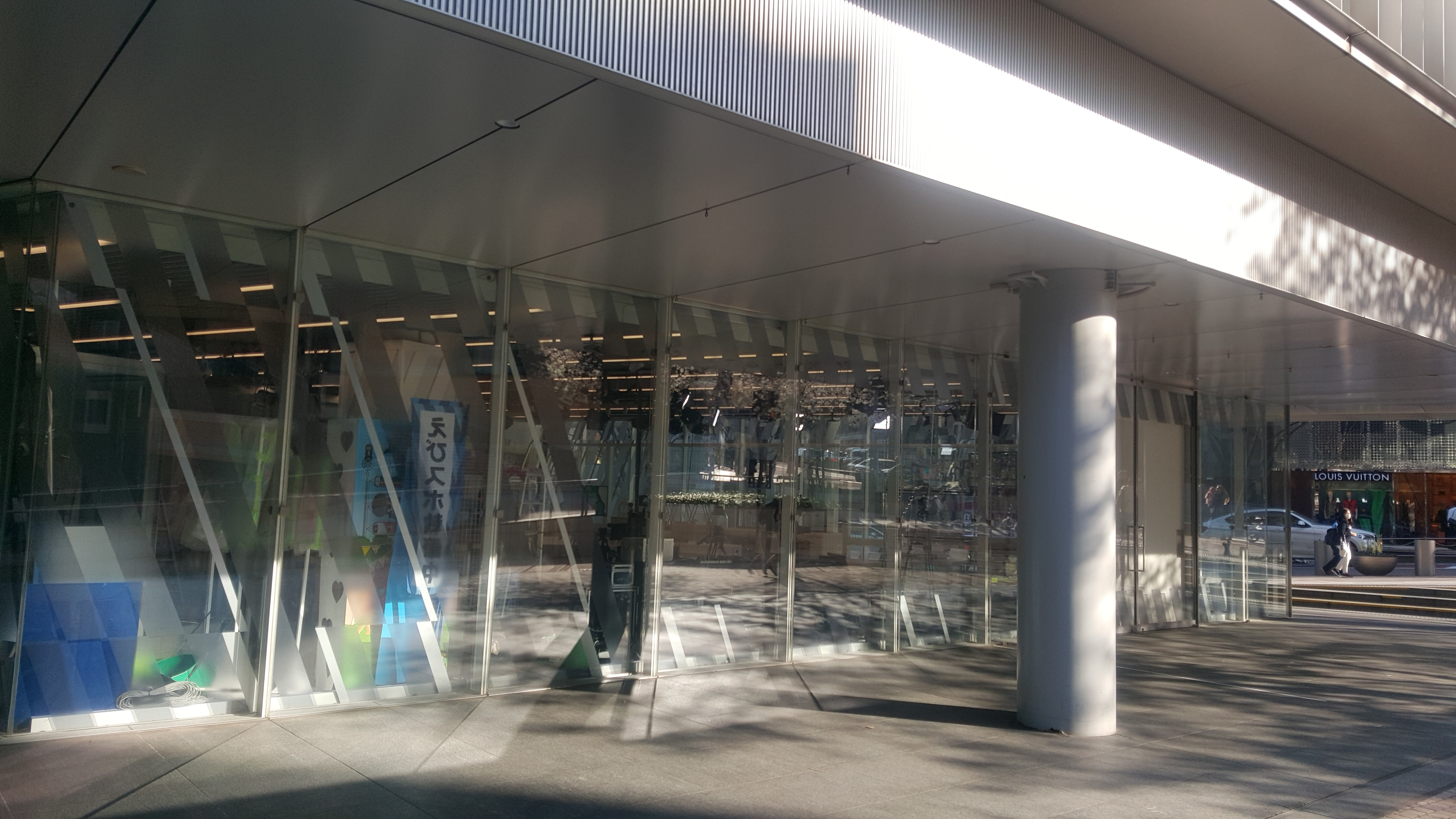
EXけやき坂スタジオ。

- EXけやき坂スタジオ（1階、74坪）[66] - 『AbemaMorning』『けやきヒル's NEWS』『AbemaPrime』『けやきヒルズ』『ABEMA的ニュースショー』（AbemaNews）。かつては『AbemaWave』『こちらみんカメ編集部』でも使用していた。スタジオに改装される前は多目的イベントスペース「umu」として、一般にも貸し出されていた。
- 21スタジオ（2階、22坪） - スポーツ中継用サブ
- 22スタジオ（2階、15坪） - スポーツ中継用サブ
- 61スタジオ（6階、23坪） - 『世界水泳』『サッカー日本代表戦』などのスタジオパート
- 62スタジオ（6階、11坪）
- 64スタジオ（6階、19坪） - かつては『極上!旅のススメ』『CNNサタデーナイト』（BS朝日）、また一般見学等に使用
- 65スタジオ（6階、21坪） - 『News Access』（BS朝日/テレ朝チャンネル2）『ニュースの深層』→『津田大介 日本にプラス』（テレ朝チャンネル2）『AbemaNews』（AbemaTV）

### 関連施設
2013年11月には、六本木ヒルズとは首都高速3号渋谷線を挟んで斜め向かいに位置する西麻布1丁目に、本社機能の一部やグループ会社のオフィスを集約した17階建ての高層ビル「EXタワー」と多目的ホール「EX THEATER ROPPONGI」 から構成される複合施設「ゴーちゃん。スクエア」が完成・開業した。また、同じく六本木ヒルズに隣接する六本木5丁目の土地も取得し、将来同地で行われる再開発事業への参加にも含みを持たせている。

### 臨海副都心有明南地区進出計画
臨海副都心有明南H区画（東京都江東区有明3-3-10、アニヴェルセル 東京ベイ跡地）に多目的ホール、スタジオ・オフィス、イベント・エンターテインメントスペースなどに対応した複合施設「東京ドリームパーク」を建設中。2025年竣工、2026年春開業予定。

### かつて存在したスタジオ

#### 原宿：BS（コロンブス・BS朝日本社ビル）

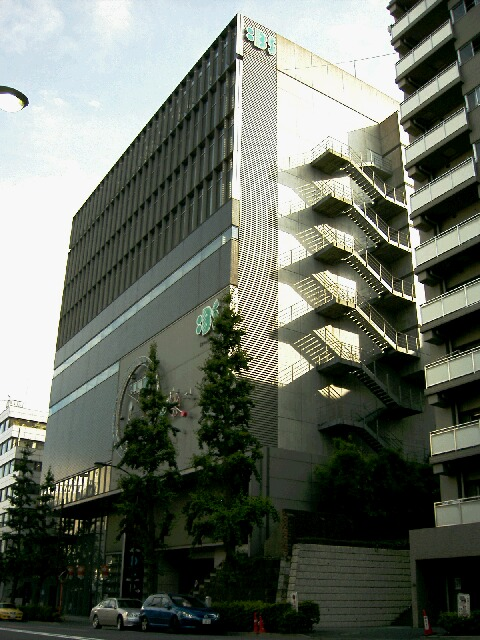
BS朝日本社があった
「：BS〈コロンブス〉」ビル。

2000年8月に完成。公開オープンスタジオ「ガレリア」と、テレビスタジオ3つがあり、BS朝日向け番組制作の他に、テレビ朝日向けの番組収録や朝日ニュースター向けの番組制作も行われていた。全スタジオHD対応、テレビ朝日とは光ファイバーによる専用回線で相互接続されており、原宿にあるBS朝日のスタジオからテレビ朝日向けのHD生放送も可能であり、逆にテレビ朝日（六本木本社）からBS朝日へのHD生放送や地上波同時放送も可能であった。他にも日本ケーブルテレビジョン（JCTV）と朝日ニュースターの本社も入居していた。
2013年11月11日にBS朝日が本社を六本木ヒルズ森タワー16階（従来よりテレビ朝日が入居するフロア）に移転、JCTVもテレビ朝日アーク放送センターに移転した。さらに2014年2月にテレビ朝日が同ビルを田村駒株式会社に売却した。

#### 六本木センター（旧本社）
六本木ヒルズ建設前まで使用。アーク森ビルに移転するまでは本社を構えていた。
- 第1スタジオ（125坪）
- 第2スタジオ（100坪）
- 第3スタジオ（100坪） - 主に『モーニングショー』で使用。後に報道専用スタジオに改装。
- 第4スタジオ（67坪） - 初期の『モーニングショー』で使用。
- 第5スタジオ（150坪）
- 第6スタジオ（141坪）
- 第7スタジオ（233坪） - 主に『ミュージックステーション』『ウッチャンナンチャンの炎のチャレンジャー』等にて使用。

六本木現本社の建設計画に関連し、旧本社の閉鎖から現本社使用開始までの代替設備として新宿区四谷1丁目に四谷放送センター（スタジオ数2、収録番組を中心にトゥナイト2など一部生放送も制作。2005年CSデジタル放送制作会社に譲渡し、現在は東急グループのポスプロ会社・イメージスタジオ109が保有）、江東区新砂1丁目に東陽町放送センター（六本木旧本社のグランドスタジオ＝第7スタジオの代替設備として設置。スタジオ数1。2004年9月に閉鎖、その後解体されて現在は竹中工務店の研修センター）がかつて存在した。
同様の事由からスタジオではないが、旧本社に残っていた制作局などのデスクスペースとして地下鉄神谷町駅至近の「虎ノ門36森ビル」を1棟貸し切り、「テレビ朝日神谷町センター」として運用していた。

## 情報カメラ設置ポイント
- ●はHD対応。
- このうち、渋谷・六本木ヒルズ・江の島・高崎・羽田空港第2ターミナル・中央自動車道元八王子バス停付近・東名高速道路厚木IC付近・関越自動車道東松山ICのカメラはANNnewsCH - YouTubeチャンネルにて24時間ライブ配信を行っており、こちらで視聴できる。

### 現在
東京都
- 六本木●
- 六本木ヒルズ屋上●
- 新宿（新宿プリンスホテル屋上）●
- 千住●
- 渋谷（渋谷スクランブル交差点）●
- お台場●
- 東京駅（JPタワーKITTE、東京国際フォーラム屋上）●
- 東京スカイツリー（高さ375m地点）●
- 浅草（アパホテル浅草蔵前、雷門前）●
- 銀座（銀座プレイス）●
- 丸の内●
- 羽田空港（第1ターミナル・第2ターミナル）●
- 中央自動車道元八王子バス停付近●
- 府中市
- アルカディア市ヶ谷（春季限定・桜中継用）●
- けやき坂（秋冬季限定・イルミネーション中継用）●
- 大島●
- 父島●

神奈川県
- 江の島（江の島ビュータワー）●
- 横浜（ホテルニューグランド）●
- 小田原●
- 厚木市（東名高速道路厚木IC付近、厚木アクスト屋上）●

埼玉県
- 大宮●
- 久喜市（東北自動車道久喜IC付近）●
- 東松山市（関越自動車道東松山IC付近）●

千葉県
- 千葉市●
- 南房総市●
- 銚子市●
- 成田空港●

茨城県
- 水戸●
- 日立港●
- 東海村●（東海発電所対応カメラ）

群馬県
- 高崎市●[71]

栃木県
- 宇都宮市●

山梨県
- 甲府市●
- 山中湖（コーユー倶楽部 山中湖畔サロン）●

富山県
- 富山市●
- 富山空港●

鳥取県
- 鳥取市
- 米子空港●

### 過去
- 東京都 - 築地（浜離宮ビル…朝日新聞東京本社隣）、アークヒルズ屋上●、
- 神奈川県 - 箱根大涌谷●

## 歴代のキャッチコピー
- 1974年 - 「こころの緑地」
- 1975年 - 「躍動する10チャンネル」
  - ネットチェンジによるNETテレビ-朝日放送の新ネットワークをPRした。
- 1977年4月 - 1979年1月末「わが家の友だち10チャンネル」
  - 社名変更（日本教育テレビ→全国朝日放送）記念。『テレビ朝日の歌』も作られた。
- 1979年3月 - 「二十歳の10チャンネル」
  - 開局20周年記念。
- 1985年 - 「電波が元気。」
- 1987年 - 「テレビ朝日は、時代に敏感です。」
- 1991年前期 - 「あなたをギュッ、地球をギュッ。」
- 1991年後期 - 「印象波」
  - 現在も系列局の青森朝日放送で“ 印象波 ”が使われている。
- 1992年10月 - 1993年3月「ITSUMO（いつも。）」
  - テーマ曲にジョン・レノンの「イマジン」を起用。
- 1993年4月 - 1994年3月「On. Tv Asahi」
  - 和服美人のアニメの春・夏・秋・冬バージョンがあった。
- 1994年4月 -1995年3月 「あります。〔 〕Tv Asahi」
  - 〔 〕内に文字が自由に入る方式。例：〔!〕〔ワクワク〕など。
- 1995年4月- 1996年10月「あります。テレビ朝日」
- 1996年11月 - 1998年末「が、いいね!」
- 1999年1月 - 1999年9月「○○さん、テレビ朝日ですよ!」
- 1999年10月-2000年3月「ごらくだテレビ朝日」
- 2003年 - 2008年 「オトナって、なんだろう?」
- 2008年 - 「NEW AIR, ON AIR. tv asahi」[72]
  - 同社のコーポレート・ステートメントとして制定されている。

## 主な人物
現在
- 玉川徹 - リポーター・ディレクター出身で、現・報道局コメンテーター室解説委員。2015年4月より『羽鳥慎一モーニングショー』レギュラーコメンテーター。2023年7月31日でテレビ朝日を定年退職したが、『羽鳥慎一モーニングショー』の出演は継続。
- 友寄隆英 -  アーカイブ運用センター所属のプロデューサー[73]。通称「ナスD」（ナスディレクターの略称）。
- 鈴木優 - コンテンツ制作・ビジネス部門所属。元お笑い芸人「夢屋まさる」

過去
- 秋庭俊 - 社会部・外報部記者・海外特派員などを歴任。退社後は作家、ジャーナリストとして活動。代表作は小説『ディレクターズカット』、ノンフィクション作品『帝都東京・隠された地下網の秘密』シリーズなど。
- アーデル・アミン・サーレ - 中東総支局ニュース・リサーチャー、中東特派員を務めた。退社後、日本に留学しカイロ大学日本語日本文学科長・教授となった。
- 神山郁雄 - 元ラグビー選手で、早稲田大学ラグビー蹴球部所属。大学で現役を終え、入社。常務取締役営業局長・専務取締役などを歴任し、現在は顧問。
- 西東大 - NHKアナウンサー。1994年から1997年までディレクターとして勤務。
- 白木清か - スポーツ記者、『ニュースステーション』キャスターを歴任。1999年12月にプロ野球選手（当時）の金子誠と結婚し、退社。
- デビット・ゾペティ - テレビ朝日初の外国籍社員で、『ニュースステーション』で記者兼ディレクターなどを務める。1996年に『いちげんさん』で、第20回すばる文学賞を受賞。退社後は小説家、リフレクソロジストとして活動。
- 椿貞良 - 取締役報道局長だった1993年9月、放送法違反（政治的偏向報道）が疑われた「椿事件」を起こした人物。
- 長島三奈 - スポーツ局記者として勤務。1998年〜2013年まで『熱闘甲子園』キャスター[注釈 25]。父は読売ジャイアンツ終身名誉監督の長嶋茂雄。
- 松本侑子 - 『ニュースステーション』の初代天気予報担当キャスター・リポーター。1987年に『巨食症の明けない夜明け』ですばる文学賞を受賞。翌年に退社し、小説家、エッセイスト、翻訳家として活動。2010年に『恋の蛍』で新田次郎文学賞受賞。
- 三反園訓 - 政治部記者・政治番組キャスター・解説委員などを歴任。2016年7月から2020年7月まで鹿児島県知事（1期）。2021年11月より衆議院議員[注釈 26]。
- 六車俊治 - ディレクター出身で、2004年公開の映画『恋人はスナイパー THE MOVIE』で映画監督デビュー。翌年に退社し、映画監督のほか、テレビドラマ・舞台の演出家、脚本家としても活動。
- 義田貴士 - スポーツ局記者として、主にプロ野球の取材を行う。退社後はスポーツジャーナリスト、タレント、メンタルトレーナーとして活動。
- 笠浩史 - 営業局・報道局政治部記者として勤務。2003年11月より衆議院議員（7期）。立憲民主党所属。

## 支局

### 国内
- 関西支社：大阪府大阪市北区中之島2丁目3番18号 中之島フェスティバルタワー
- 名古屋支局：愛知県名古屋市中区栄3丁目14番7号 RICCO栄9階

かつては京都や神戸にも支局が設けられていた（現在は廃止）。
東日本大震災被災地の長期的取材体制の現地拠点として三陸臨時支局が開設された。取材エリアは通常は岩手朝日テレビと東日本放送が担当する岩手県から宮城県にかけての三陸海岸沿いを中心にしたエリアで、テレビ朝日を中心としたANN加盟各局の共同運営という形で設置された。2014年ごろに廃止。

#### 取材拠点
テレビ朝日系列のない地域で起きたニュースを以下の支局でカバーしている。なお、同様に系列局のない徳島・高知については朝日放送が、佐賀については九州朝日放送が支局を設けている。
- テレビ朝日甲府支局（山梨県を担当）
- テレビ朝日富山支局（北陸朝日放送富山営業支局と共同。富山県を担当）
- テレビ朝日鳥取支局（鳥取県東部・中部を担当）
- テレビ朝日米子支局（鳥取県西部を担当）
- テレビ朝日松江支局（島根県東部・隠岐を担当）

### 日本国外
朝日放送テレビや静岡朝日テレビが設置する海外支局については、「オールニッポン・ニュースネットワーク」を参照のこと。
- テレビ朝日アメリカ
  - ニューヨーク支局
  - ワシントン支局
- ロンドン支局
- モスクワ支局
- カイロ支局
- 中国総局（北京）
- ソウル支局

## 系列放送局など
系列放送局各社については、「オールニッポン・ニュースネットワーク」および「民間放送教育協会」を参照のこと。

## グループ会社

### 連結子会社
- テレビ朝日映像株式会社
- 株式会社テレビ朝日サービス
- 株式会社テレビ朝日ミュージック
  - 株式会社ビーエス朝日サウンズ（BS朝日の連結子会社、認定放送持株会社体制への移行に先立ち、2014年1月8日にテレビ朝日ミュージックにより子会社化され、同年3月1日に吸収合併された[74]）
- 株式会社東京サウンドプロダクション
  - 2017年7月1日付けでグループ内の「株式会社ビデオ・パック・ニッポン」を吸収合併し、制作部門を統合した。
- 株式会社文化工房
- 株式会社フレックス
- 株式会社日本ケーブルテレビジョン
- シンエイ動画株式会社
- 株式会社放送技術社
- 株式会社ロッピングライフ
- 株式会社テイクシステムズ
- 株式会社トラストネットワーク
- 株式会社テレビ朝日クリエイト
- TV Asahi America, Inc.（ アメリカ合衆国現地法人）
- 株式会社テレビ朝日アスク
- 株式会社テレビ朝日メディアプレックス
- 株式会社テレビ朝日ベスト
- 株式会社メディアミックス・ジャパン
- 株式会社AbemaProduction

### 持分法適用関連会社
- 東映アニメーション株式会社
- 新日本プロレスリング株式会社
- 株式会社レイ
  - 映像ポスプロ部門「マックレイ」を持つ、広告・映像制作の会社。2017年12月1日にて資本業務提携を結び、テレビ朝日がレイの発行済み株式の20％を保有する。
- TELASA株式会社
  - KDDIとの合弁会社。当社とKDDIがそれぞれ50%の株主。
- 株式会社AbemaTV
  - サイバーエージェントとの合弁会社。
- 株式会社AbemaNews
- 株式会社壽屋

## 不祥事・事件・トラブル・アクシデント

### 20世紀
- 1985年、情報番組『アフタヌーンショー』にて「激写！中学生女番長！セックスリンチ全告白！」というタイトルで、番組ディレクターが知り合いの暴走族に女子中学生をリンチするように「やらせ」依頼し、暴行映像を撮影していたことが発覚。これにより番組は打ち切りとなった。この事件によって「やらせ」という業界用語が世間に知られるようになった。
- 1993年、当時の報道局長であった椿貞良が日本民間放送連盟の会合に招かれた際に、「（当時新生党代表幹事の）小沢一郎氏のけじめをことさらに追及する必要はない。今は自民党政権の存続を絶対に阻止して、なんでもよいから反自民の連立政権を成立させる手助けになるような報道をしようではないか」などと発言し、放送法違反が疑われ証人喚問される事態に発展した。
- 1995年7月8日、1995年6月24日放送の『ザ・スクープ』おいて松本サリン事件を特集した過程の中で、「長野県警に質問書を出したが回答がない」と放送したが、実際には長野県警に質問書を提出していなかったために長野県警に抗議され、捏造が発覚した。
- 1997年9月2日、1997年8月28日放送の『トゥナイト2』でタレントの乱一世が「トイレはCMの間に」とスポンサーを軽視した発言をしたため、担当取締役が減俸、情報局長と情報番組センター長が減給、担当プロデューサーが10日間の謹慎、アナウンサー1名がけん責された。同時に乱一世も一時降板している（2000年復帰）[75]。
- 1999年2月、『ニュースステーション』で埼玉県所沢産の野菜から高濃度のダイオキシンを検出したと誤報し、同市産の野菜の価格が下落したことなどで被害を受けた農家側に訴訟を起こされる。

### 21世紀
- 2001年10月26日、情報番組『スーパーモーニング』で、テレビ朝日元カイロ支局長川村晃司が「ユダヤ人はアメリカのメディアをコントロールしているため、炭疽菌事件の標的になった」などと発言し、アメリカのユダヤ人団体に抗議された。
- 2001年12月15日、バラエティ番組『極楽とんぼのバスコーンだろ!!』で、千葉県の条例で車両乗り入れを禁止している九十九里浜に乗用車を走らせ撮影した。テレビ朝日は後日、千葉県に陳謝した。
- 2002年8月18日放送の『サンデープロジェクト』で、司会の田原総一朗が衆議院議員の高市早苗を陥れる発言をしたことをきっかけに、右翼団体がテレビ朝日本社に街宣車で連日押しかけて抗議する事態となった[76][77]。田原の発言内容そのものより、高市に批判的な視聴者でも、司会者としての田原の進行がフェアでない/卑怯と感じるものだったため、翌週の番組内で田原が高市に対して行った形ばかりの謝罪表明は事態をむしろ悪化させた[78]。テレビ朝日のトップは事態の収束に奔走し、結局九段会館の一室で日本青年社の構成員や朝堂院大覚ら150人の前で田原が謝罪することとなった[76][77]。九段会館での謝罪の光景は、週刊誌週刊文春の冒頭写真として掲載された。
- 2002年11月4日、情報番組『スーパーモーニング』にて「古都騒然！京都を騒がすギンギン族の実態」というコーナーで、番組リポーターらが改造車の持ち主に暴走行為をするよう「やらせ」の依頼をして、実際に暴走行為を行わせたとして道交法違反（暴走行為幇助）の疑いで書類送検された。
- 2003年8月12日、同年10月から放送予定だった連続ドラマ『西部警察2003』の撮影の際、出演者の一人で俳優の池田努が運転する撮影用の自動車が撮影を見物していた群衆に突っ込み、5人が骨折などの重軽傷を負う事故が発生した[79]。番組は制作中止となり、既に完成していたスペシャルドラマ『西部警察 WESTERN POLICE 2003』の放送も取りやめとなった[79]。翌年になって撮影の責任者に対する刑事処分が確定、負傷者もすでに回復し、放送への了解を得たことを受けてスペシャルドラマは2004年10月31日に『西部警察 SPECIAL』として放送された。
- 2003年9月24日、同年の自民党総裁選の際に、元官房長官の村岡兼造が自民党元幹事長の野中広務から「毒まんじゅうでも食ったんじゃないか?」と言われたことを基に、テレビ朝日の報道記者が村岡の自宅前に勝手にまんじゅうを置き顰蹙を買った。また、2004年2月19日、テレビ朝日は『ビートたけしのTVタックル』（2003年9月放送）で作為的な番組編集と、『ニュースステーション』（2003年11月放送）で民主党を担ぎ上げる偏向報道を実施したとして自民党から抗議され、「誤った編集や配慮に欠けた構成があった」として当時の編成制作局長ら関係者計7人の処分を発表。
- 2004年2月21日、バラエティ番組『SmaSTATION-3』で、インスタントラーメンを食べると脳梗塞につながると根拠のない誤解を与える放送をし、業界団体から抗議を受け謝罪した。
- 2004年2月24日、テレビ朝日が日本と国交のない朝鮮民主主義人民共和国（北朝鮮）の放送局「朝鮮中央テレビ」の映像の使用に対して、著作権料を払っていたことを『日刊ゲンダイ』に報道される。政府によると、国交のない国の映像には著作権法の保護は及ばないとされている[80]。
- 2004年2月25日、深夜アニメ番組『エリア88』で裸体の女性が倒れている映像を瞬間的に挿入するサブリミナル的な表現をしていたことを指摘され、該当部分を削除。日本民間放送連盟の放送基準では、肉眼で知覚できない映像を挿入するサブリミナル的表現を禁止している。
- 2004年6月4日、2003年9月放送の『ビートたけしのTVタックル』で、自民党衆議院議員の藤井孝男に関しての放送の際、民主党議員が北朝鮮の拉致被害者の問題を質疑している最中に、あたかも藤井が拉致問題の質疑に対して野次を飛ばしているかように編集し放送した問題で、「放送と人権等権利に関する委員会」（BRC）はテレビ朝日に権利侵害を勧告（実際は野次を飛ばしていたのは別の質疑に対してであった）[81]。また、2003年11月4日放送の『ニュースステーション』で総選挙公示期間中にもかかわらず一方的に、民主党が発表した閣僚名簿に関する報道を行い、これら2件について総務省から厳重注意される。
- 2004年8月2日、栃木県のセミナー団体「ホームオブハート」の関係施設にいた子供が児童相談所に一時保護された問題で、児童虐待の疑惑を告発していた弁護士らを取材したテレビ朝日の取材メモなどが団体側に渡った。その後団体関係者が弁護士らを相手に名誉棄損訴訟で、テレ朝取材メモなどを東京地裁に証拠提出したため、資料が団体側に流れている事を知った弁護士側はテレビ朝日に抗議した。
- 2004年12月3日、『週刊文春』の報道により、バラエティ番組『銭形金太郎』でやらせが発覚。貧乏な生活を紹介する番組だったが実際にはスタッフの指示で貧乏な生活を装っていた事が暴露される。
- 2005年12月7日、同年12月5日放送の情報番組『奇跡の扉 TVのチカラ』において、霊視能力者が「1990年に札幌市内で発生した殺人事件の容疑者が近くにいる」とし、神戸市東灘区の小学校の映像を学校側に許可なく無断で放送した。これにより、同校の保護者や児童が不安を訴え集団下校や地域住人による見回り強化といった事態になり問題化する。同校はテレビ朝日に抗議をした。

- 2006年9月28日、東京国税局の税務調査を受け、2005年3月期までの3年間で約1億5000万円の申告漏れを指摘されていた事が発覚。そのうち約1億3000万円は、情報番組等の下請け制作会社等への架空の外注費と判明し、国税局は「悪質な所得隠し」と認定。所得隠しに関与した編成制作局チーフプロデューサーを懲戒解雇処分とした。
- 2007年4月13日、テレビ朝日の情報番組『ワイド!スクランブル』で放送した内容が、毎日放送の夕方の報道番組『VOICE』の報道した内容と酷似しているとして、毎日放送側から抗議を受けていたことが判明。これをうけてテレビ朝日が調査した結果、番組スタッフが「毎日放送の報道資料を材料のひとつにしていた」と意図的だったことを認めた。3月末に毎日放送に対してテレビ朝日は報道局長名の文書で謝罪。
- 2007年4月17日、長崎市長射殺事件の犯行予告が『報道ステーション』宛に届いていたことを紹介。しかし警察への通報などは行なわれなかった。
- 2007年9月12日、内閣総理大臣安倍晋三が辞意を表明した際に臨時速報が行われたが、その際にテレビ朝日のデジタル放送において本番放送の2分30秒前からそのままオンエアしてしまい、アナウンサーの坪井直樹と上山千穂の本番前やりとりがそのまま放送されるというアクシデントが発生した[注釈 27]。
- 2007年12月7日、同年11月27日放送の『報道ステーション』で、日本マクドナルドの調理日時の改ざん問題報道において、やらせとも受け止められる過剰演出が発覚。問題の報道は、調理日時の改ざんをしていた事を証言する元店長代理であった女性を証言者として出演させた際に、すでに辞職しているにもかかわらず番組スタッフがアルバイト用の制服と店長代理バッジを着用させていたことが視聴者の指摘で判明した。2007年12月7日の番組内で司会者が謝罪し、事実関係を認めた。
- 2008年2月7日、同年2月1日のテレビ朝日の情報番組『ワイド!スクランブル』で中国製毒ギョーザ問題で中国側の反応を紹介する際に、現地中国の新聞「参考消息」の記事を紹介し、その見出しの「日媒体炒作毒餃子事件」を「日本メディアが毒餃子を捏造している」などと訳して放送していたが、これが誤訳であったことが発覚し政府を巻き込んで騒動となった。外務省によると実際の訳は「炒作は『大げさに騒ぎ立てる』などというニュアンスで『捏造』という意味では使われない」と指摘している。また、事の発端はこのテレビ朝日の誤報を真に受けた議員が、外務省に「中国に抗議するべきでは」と訴え外務省が調査した結果、テレビ朝日の誤報だと発覚する。この誤報においては、与党側が「ありもしない“捏造報道”を報じたため、かえって日本のメディアを攻撃する材料を与えてしまった。ただでさえ日中間にしこりを残しかねない問題なのに、さらに感情的なこじれを助長する可能性がある」と述べたと報じている。
- 2008年4月15日、同年4月11日の『報道ステーション』で放送した青森県六ヶ所村の使用済み核燃料再処理工場に関する特集で、日本原燃から抗議を受けた。抗議内容は、警備に支障を与える可能性のある映像の使用や無断撮影また、あたかも多量の放射能が放出されているかのような表現や「ドイツやフィンランドでは原子力発電を止めた」とした放送内容は誤りで事実誤認があるとして合計6点の偏向報道や事実誤認に関して抗議を受ける[82]。
- 2008年6月12日、通販番組で「ロデオボーイII」という乗馬のような運動機器を紹介する際に、3週間の利用で体験者が著しく体重が減量して痩せたように放送したのは、景品表示法第4条第1項第1号（優良誤認）に違反する恐れがあるとして、公正取引委員会の警告を受けた。問題となった番組は、『ちい散歩』『セレクションX』『セレクションX Morning』『セレクションX Deep』『セレクション サタデーX』『セレクション マンデーX』『通販スペシャル』など多数にわたった。これらの放送期間は2006年6月頃 - 2007年6月頃まで。公取委によると、毎日1時間を3週間使用して体重が最大6.6 kg、ウエストが最大9.1cm痩せたなどとするデータを紹介したが、公取委が調査した結果、メーカーのデータなどでは同様の使用では0.4kg程度しかやせないことが判明。また、テレビ朝日によると、問題のデータの体験者はモニター派遣会社に所属する男女14人で、うち6人はロデオボーイII以外にも食事制限などのダイエットを併用していたという。地上波放送局に対して公正取引委員会が警告を行ったのは初[83]。
- 2008年10月28日、金曜ナイトドラマ『サラリーマン金太郎』の東京都杉並区での撮影時にアパート駐車場に止めてあった乗用車に、無断で小道具のナンバープレートを取り付け、所有者側から抗議を受けていたことが同月29日に発覚、同局は「弁明の余地がない」とコメントしたという。
- 2009年1月10日に放送された『情報整理バラエティ ウソバスター』で、番組終盤に6つの雑学ブログを紹介。それを出演者らが回答した。しかしその後、視聴者から「投稿日付がすべて2008年12月10日である」ことや「記事そのものが1件しかない」ことから不自然だと問い合わせがあり、番組制作会社のスタッフが作成した自作ブログだったことが判明した。
- 2009年3月30日、2008年7月23日に放送された『報道ステーション』で、徳島県で起きた土地改良区職員による横領事件のニュースを報道した際、事件に全く関連のない全国土地改良事業団体連合会会長の野中広務の映像を流していた件に関し、BPOの放送人権委員会は、「名誉毀損をきたしかねない重大な放送倫理違反があった」と認定した。「重大な放送倫理違反」の認定は、これが2例目となる[84][85][86]。テレビ朝日は4月5日放送の『はい!テレビ朝日です』の中で「今回の決定内容を真摯（しんし）に受け止め放送倫理と人権に十分配慮してまいります」と謝罪した[87]。
- 2009年6月10日、正午前と夕方の『ANNニュース』で、「世界初 金正雲の最新写真を独自入手」という内容で、北朝鮮の総書記、金正日の三男である金正恩とみられる顔写真を公開した。大韓民国（韓国）では、複数のメディアがテレビ朝日が公開した写真を「特ダネ写真」とWebサイトなどで伝えた。しかし、この写真が、韓国大手ポータルサイトの会員制ブログに掲載されていた金正日似の韓国人男性の写真であることが判明し、聯合ニュースが取材したところ、男性は自分の写真である事を認めた。テレビ朝日は誤報を認め、顔写真について報道する予定であった同日の『報道ステーション』内で、古舘伊知郎が謝罪した。また、翌11日の『ANNニュース』や『スーパーJチャンネル』でもアナウンサーが謝罪している[88][89][90][91][92][93][94]。
- 2009年11月9日の『報道ステーション』で、リンゼイ・アン・ホーカー殺害事件の被疑者に関する報道をした際、被疑者の整形手術を施した医療機関とは全く関係の無い病院の看板を、「イメージ映像」のテロップを入れずに流した。映像が流された病院には取材の承諾を取っていなかった。病院からの指摘で発覚し、テレビ朝日は翌日の『スーパーモーニング』と『報道ステーション』で謝罪した[95][96][97][98]。
- 2010年6月30日に放送した『そうだったのか!池上彰の学べるニュース』の口蹄疫の問題で、「宮崎産の子牛が全国各地に売られてブランド牛となり、『但馬牛』や『神戸牛』も含まれる」としたことについて、事実関係を誤っていたと発表した。「宮崎県や他都道府県の子牛が但馬牛や神戸牛になることはない」として、同番組のホームページに訂正とおわびの記事を掲載した。
- 2011年1月27日、25日にカタールのドーハで行なわれた、AFCアジアカップ準決勝の日本対韓国戦で、韓国代表の奇誠庸による猿真似行為（韓国では日本人を侮辱する際に猿が使われる）で奇に批判が集まる中、本人のツイッターで猿真似の原因が観客席の旭日旗とする文章を投稿した。これについてテレビ朝日の『ワイド!スクランブル』は、競技場に掲げられていた旭日旗をパネルで紹介し、日本人サポーターの旭日旗使用を非難する放送を行なった。しかし実際の競技場には旭日旗は確認されず、奇は発言を撤回した。また、テレビ朝日が提示した旭日旗の写真には2階席があり、オランダの国旗が写っていた。実際の競技場には2階席が無いうえに、日韓戦なのでオランダ国旗が出る理由も無い。テレビ朝日はこの放送の翌日、写真は2010FIFAワールドカップ南アフリカ大会の日本対オランダ戦の観客席の写真だと修正放送を行った。ちなみに紹介された旭日旗の所有団体は放送内容はテレビ朝日の捏造だとし、旭日旗はカタールに持参していないうえに日韓戦では掲示を自粛しているとツイッターで語っている[99][100]。
- 2012年5月14日に放送した『Qさま!!』で、「ここ10年で患者数が増えている病気を選ぶ」という問題を出題した際、その正答の一つとして自閉症を挙げ、なおかつ男性が暗い部屋で頭を抱えながら落ち込んでいるという、引きこもりを想起させるような絵図を放送した。現在では、自閉症は先天的な脳の機能障害にその原因があると考えられており、番組放送中に視聴者などから指摘されたことを受け、テレビ朝日広報部は「事前のチェックが不十分で、問題として扱うには不適切だった」として同番組のホームページに訂正・お詫び文を掲載した。
- 2012年9月1日、『Qさま!!』特番の収録において、お笑い芸人のスギちゃんが千葉県国際総合水泳場にある高さ10メートルの飛び込み台からプールへの飛び込みに挑戦した際、着水の衝撃で第12胸椎を破裂骨折する全治3か月の重傷を負った。同月9日に放送予定だった番組は放送延期され、映画『バイオハザードII アポカリプス』に差し替えられた[101]。
- 2013年9月30日、同日の『情報満載ライブショー モーニングバード!』の生放送内でテレビ朝日アナウンサー小松靖が「韓国の対馬」と述べ、その後自身のTwitterアカウントに「私の不注意で、してはいけない言い間違いをしてしまいました。責任ある立場の人間として、自身の発言には今一度気をつけます。不快に思われた視聴者のみなさまに謝罪いたします。」[102] と投稿し謝罪した[103]。
- 2014年11月に男性が建造物等以外放火容疑で埼玉県警察に逮捕された事件で、テレビ朝日が同月、タオルのようなもので口元を覆った人物が放火する様子を記録した防犯カメラの映像を放送し、男性の名前を挙げて「容疑者の姿を捉えた」とナレーションを流した。男性はその後嫌疑不十分で不起訴となり、（男性が2016年に死亡した為）男性の家族が「報道で名誉を傷付けられた」としてテレビ朝日に損害賠償を求める裁判を起こした。テレビ朝日は「埼玉県警等に裏付け取材をした」と主張したが、2018年1月25日、東京地方裁判所は映像の人物が男性だとする根拠が不十分だとし、「放火犯が男性でなかった場合の悪影響は相当大きく、慎重を期した報道をすべきだ」と指摘し、テレビ朝日に220万円の賠償を命じた[104]。
- 2015年1月26日、BS朝日の番組『3B juniorの星くず商事』にて、アイドルグループ・3B juniorのメンバー（当時12歳）がパーティーグッズに使用されているヘリウムを吸い込んで救急搬送される事態が起きた。
- 2015年7月27日、タイ・バンコク支局の40代の男性支局長が、タイ外務省によって外国人記者向けに開設した無料通話アプリLINEのグループ内に、自らの裸の下半身画像を誤って投稿した。グループには外国人記者など約150人が登録していた。タイは性表現に対してはとても厳しい国であり、日本のイメージにも繋がる国際的な問題でもあり、テレビ朝日はタイ外務省に謝罪し、本人を謹慎処分とした[105][106]。
- 2016年2月4日、『報道ステーション』で、元プロ野球選手の清原和博の覚醒剤事件を巡り、元プロボクサーの渡辺二郎が清原に暴力団組員を紹介したかのように報じ、翌年6月29日、大阪地方裁判所に名誉毀損に当たるとして150万円の賠償を命じられた[107]。
- 2016年6月16日、TBSとテレビ朝日のニュース番組の街頭インタビューで同一の女性が登場していたため「さくらか?」「やらせではないか」との声が続出した[108]。一方、この女性を市民団体の構成員であると報道した産経新聞も、事実確認をしていなかった事を認めて謝罪している[108]。
- 2018年3月15日、1998年に放映された情報番組で、和歌山毒物カレー事件の実行犯林真須美死刑囚が、宗教団体に入信したのは、信者を保険勧誘する目的だったと報じたことが、名誉毀損に当たると林に訴えられた裁判において、大阪地方裁判所は、林死刑囚が入信して保険勧誘した事実が示されていない、と指摘し、「保険金目的で入信した疑いがあるとの印象を視聴者に与え、社会的評価を低下させた」としてテレビ朝日に30万円の支払いを命じた[109]。
- 2018年3月16日、強引な勧誘をしたとして取り上げられた宗教法人「冨士大石寺顕正会」が、名誉毀損で訴えた裁判において、東京地方裁判所は、「日本脱カルト協会」幹部の発言を事実として断定的に取り上げたことを「正当な理由があったとは言えない」として20万円の支払いを命じた[110]。
- 2019年10月16日、『スーパーJチャンネル』の同年3月15日放送分で「業務用スーパーの意外な利用法」の企画において、担当ディレクターが多数の知人に対して取材日程を事前に伝え、そのうち5人が買い物客を装って取材させるという不適切な演出があったことを公表した[111]。同局によると男性ディレクターは直接「来店してほしい」とは依頼せず、あくまでも取材日と場所を事前に伝え、自発的に来店するように仕込んでいた。そのうち来店客3人とエピソード部分で取材を受けた1人は当該ディレクターが講師を担当していた俳優養成教室の生徒、残る1人も別の専門学校にてディレクターと面識がある人物だったが、いずれも初対面かのように取材を行っていた。当該ディレクターは関連会社のテレビ朝日映像から業務請負にて派遣されていた社員であったが、この番組の放送後に派遣先が変更となり、発覚当時は既にテレビ朝日への派遣を終了していた。取材後にテレビ朝日及びテレビ朝日映像の担当者を交えて放送前のプレビューを行い、問題箇所に気づかず、また放送前のチェックシートにおいても「問題なし」と虚偽の内容を提出していた事も明らかにしている。10月4日に匿名による情報提供があり、同7日にプロジェクトチームを立ち上げて調査を行った結果、当該ディレクターが不適切な演出を認めた。同日夜に常務取締役及び広報局長が会見を行い、「関係者のみなさま、視聴者のみなさま、ロケ現場を提供してくださったお店の関係者の方々に、深くおわび申し上げます。誠に申し訳ございませんでした」と謝罪を行った。その後の2020年9月にBPOの放送倫理検証委員会において「取材の過程が適正とは言いがたく、内容も正確ではなく公正さを欠いていた」として、放送倫理違反であると認定を受けた[112]。
- 2020年12月18日、安倍晋三前首相後援会が主催した「桜を見る会」前日の夕食会の費用補填疑惑に関して「安倍前首相は東京地検特捜部の事情聴取に応じていた」と正午前のニュース番組で報じたが、同日夜の『報道ステーション』で「事情聴取が行われた事実はありませんでした」と謝罪した[113][114][115]。
- 2021年3月22日、テレビ朝日は『報道ステーション』のウェブCMをYouTubeやツイッターで公開。このうちYouTube公開の30秒版では、若い女性が「どっかの政治家が『ジェンダー平等』とかってスローガン的にかかげてる時点で、何それ、時代遅れって感じ」と視聴者に笑いかける[116]。この「ジェンダー平等をかかげるのは時代遅れ」という放送局側のメッセージに対し、「女性蔑視があふれている」とネット上で批判が集中した[117]。ジャーナリストの治部れんげは、「世界経済フォーラム」が2019年に発表したジェンダーギャップ指数で日本が153カ国中、121位だったことを例に取ってCMを批判。「『ジェンダー平等は達成されている』という間違った認識にたったセリフを女性を起用して『言わせて』いる。『若い世代は、女性は、“差別なんてない”って言ってますよ』という構図にしているのは、本当に悪質だと思います」と指摘した[118]。
テレビ朝日は3月24日の午後0時台に同番組の公式ツイッターで「意図をきちんとお伝えすることができませんでした」「不快な思いをされた方がいらしたことを重く受け止め」と述べ、CMを削除した[119][120]。
- 2021年5月30日午前5時頃、同局ビジネスプロデュース局IP推進部の社員が東京都港区内のマンションの一室に不法侵入して1万円相当のワイヤレスイヤホンを窃盗した。この社員は犯行中に就寝中の居住者に気付かれたため現場から逃走したが、同年8月17日に窃盗と住居侵入の容疑で警視庁麻布警察署に逮捕された[121]。警察での取り調べで「借金があり、現金を盗めば生活に余裕が出ると思った」と供述し金品奪取目的での窃盗・住居侵入である事を認めたため、テレビ朝日は同年9月15日付でこの社員を懲戒解雇処分にした[122]。
- 2021年8月8日夜から9日未明、2020年東京オリンピックの番組制作を担当した同局のスポーツ局の社員6人と社外スタッフ4人の計10人が2020年東京オリンピックの閉会式の「打ち上げ」と称し、緊急事態宣言中の渋谷区のカラオケ店に酒類を持ち込み、飲酒を伴う宴会を開いた[123]。8日20時に打ち上げが始まり、21時頃、後に事故を起こす女性社員が参加した。9日3時30分頃、この女性社員が一人で先に退店しようとした際、エレベーターを使わず避難階段で一階まで降りたものの一階出入り口が閉まっていたため、一階と二階の間にある踊り場から、看板やパイプなどの出っ張りをつたって店を出ようとしたところ転落し、左距骨骨折の重傷を負った[124][125]。午前3時59分に119番通報があり、女性社員は都内の病院に搬送された[123][126]。女性社員はかかとを骨折し、手術が必要な程の重傷で、全治半年とみられた[124]。同年9月7日、テレビ朝日はこの件に参加したスポーツ局の社員6人を謹慎10日間としたほか、管理監督責任としてスポーツ局長とスポーツセンター長を1か月減給とする懲戒処分を発表した。テレビ朝日代表取締役社長を務める亀山慶二と同常務の浜島聡は役員報酬10%の1か月返上を申し出た事も伝えられている[125][127]。
- 2021年9月21日配信の週刊文春電子版及び翌22日発売の週刊文春が「同局のスポーツ局社員2人が、自社が製作した東京五輪関係者用のピンバッジをフリーマーケットアプリで転売していた」等とする記事を掲載[128]。この記事について同局広報部はスポーツニッポンの取材に対して「おおむね事実」と認めた上で「転売は配偶者が行っていたことで、社員自身は把握していなかった」と説明し「転売したことは大変遺憾。当該社員には販売代金を返還し、ピンバッジを回収するよう指示するとともに、家族が関わる問題でもあることから弁護士を交え、厳正に対処します」と応じた[129]。
- 2021年10月21日に報道各社へのファックスで、『大下容子ワイド!スクランブル』の「視聴者からの質問にお答えするコーナー」で不適切な演出が行われていたことを明らかにした[130]。
- 2022年2月9日、経済産業省の「IT導入補助金」900万円を不正受給したとして、詐欺容疑で同社のセールスプロモーション局ソリューション推進部長が大阪府警に逮捕されたと明らかにした。逮捕は8日[131]。3月1日には『スーパーJチャンネル』の特集担当デスクが新たに逮捕された[132]。2022年8月31日、大阪地検は2人を起訴猶予処分とした[133]。
- 2022年2月10日、亀山慶二代表取締役社長が辞任の申し出をし、取締役会で受理された。亀山社長は前年8月以降に、スポーツ局の社員・スタッフによる不祥事が連続して発覚したことを受けて検証委員会が調査した結果、スポーツ局統括でもある亀山社長とスポーツ局長との意思疎通の欠如や、不適正な伝票処理による会社経費の私的利用などが発覚した。社長職は会長の早河が兼任する[134]。
- 2022年9月28日、『羽鳥慎一モーニングショー』で前27日に執り行われた安倍晋三元首相の国葬儀を扱った際、報道局社員（当時）の玉川徹が菅義偉前首相の弔辞読み上げについて、「政治的意図がにおわないように、制作者としては考えますよ。当然これ、(広告代理店の)電通が入ってますからね」等と発言[135]。しかし、翌29日の同番組内で玉川が「私が安倍元総理の国葬に電通が関与しているというふうにコメントしたんですが、事実ではありませんでした」と発言を訂正し「電通は全く関わっていないということがわかりました。関係者の皆様、視聴者の皆様、訂正して謝罪致します。申し訳ありませんでした」と謝罪した[136]。この件についてテレビ朝日は日刊スポーツの取材に対して「玉川本人が勘違いをしておりました」とのコメントを出した[137]。また代表取締役社長の篠塚浩は10月4日に開かれた定例記者会見にて、「事実に基づかない発言を行い、番組および会社の信用を傷つけ損害を与えたことによる処分」として玉川を同日付で謹慎処分（出勤停止10日間）、報道局情報番組センター長・報道局情報番組センターCP（「羽鳥慎一モーニングショー」担当）をけん責処分したことを明らかにした[138]。
- 2023年7月28日、『スーパーJチャンネル』にて、ビッグモーターによる自動車保険金水増し請求問題を伝えた際に同社顧客の保険加入率や事故件数が保険会社担当者の給料に反映されるなどと受け取れる内容を報じたが、後日保険会社による指摘でそうした事実は確認出来なかったとして、同月31日に同番組内と番組公式サイトにて謝罪した[139][140]。
- 2023年11月23日、『林修の今知りたいでしょ!』にて、番組制作の監修を担当した東京大学名誉教授の樋口広芳が発言していない内容を同教授の見解として放送していたことが判明したとして、同年12月21日に同番組内と番組公式サイトにて謝罪した[141][142]。
- 2024年4月28日に投開票された衆議院島根1区補欠選挙に関してニュースサイト「テレ朝news」に配信されたインターネット用の記事にて、立憲民主党陣営の選挙活動について当初「力を入れたのが、有権者への戸別訪問」「一軒一軒有権者の家を訪問」と表記していたが、「力を入れたのが、業界団体へのローラー作戦だった」などと修正された。公職選挙法で選挙活動での戸別訪問は禁じられている。テレビ朝日は「記事掲載後に社内で誤りに気づき修正した」と説明。「当社の取材で、立憲民主党陣営が有権者へ戸別訪問をしていたという事実を確認したものではありません」とした[143][144]。
- 2024年7月23日、『報道ステーション』の放送中の22時頃から機器の不具合により、コマーシャルが放送出来ない事態が発生した。『報道ステーション』は生放送のため番組の進行を継続して対応したが、問題のないネット局では、ローカルスポットCMがVTRの途中で流れるなどの不体裁が発生した。また、『ロンドンハーツ』などの事前収録の番組では、本来コマーシャルが入る時間になると、無音で情報カメラの夜景の映像が映し出され、「機材の不具合によりコマーシャルが送出できない状況となっております」と事情を説明するテロップが表示された[145][146]。この状態は同月24日0時頃までこの状態が続いたが、同日朝放送の『グッド!モーニング』でもCMが一部欠落するトラブルが発生した[145][146][147]。なお、BS朝日でも地上波と同じ頃に放送が一時中断するなどの放送事故が発生している[146][148]。同年11月8日、テレビ朝日は中性子線がマスター設備内の記憶装置に衝突したことによる誤作動だったとして、謝罪した[147][149]。
- 2025年1月20日、テレビ朝日が制作しているABEMA NEWS向けの報道番組『ABEMA Prime』の中でAED（自動体外式除細動器）について不正確な表現があったとして識者から批判の声があがった[150][151]。同年2月25日、同日開催の定例会見の中で、テレビ朝日社長の篠塚浩は「ABEMAニュースは業務委託して制作しているので、我々に責任がある」と同局に番組制作上の責任があるとした上で「番組側も、事実関係の詳細な確認が不十分だった。現在、当局も含めて再取材をしている」とのコメントを発表した[152]。
- 2025年3月19日、コンテンツ編成局に所属しているエグゼクティブディレクターが経費約517万円を不適切に使用していたことが発覚。また、一部のスタッフに対してパワーハラスメントに該当する行為が行われていたことも判明した[153]。これを受けて、テレビ朝日は該当社員を同日付で降格させる懲戒処分にすると同時に該当社員が担当していた『ナスD大冒険TV』は打ち切りとなった[153][154][155]。
- 2025年6月28日、『ワイド!スクランブル サタデー』において、第二次世界大戦の終戦から80年を特集した企画を放送した際に「広島市への原子爆弾投下」として放映した映像は長崎市への原子爆弾投下の様子を撮影したものであったことが放送後に判明したため、翌29日の『ANNニュース』にて謝罪した[156][157][158]。